# Bundesautobahn 6
Die Bundesautobahn 6 (Abkürzung: BAB 6) – Kurzform: Autobahn 6 (Abkürzung: A 6) – ist eine rund 480 Kilometer lange Bundesautobahn im Süden Deutschlands. Sie führt von der französischen Grenze bei Saarbrücken über Kaiserslautern, Mannheim, Heilbronn und Nürnberg zur tschechischen Grenze bei Waidhaus. Auf ganzer Länge mit der Europastraße 50 deckungsgleich, ist sie Teil der wichtigen Fernverbindung zwischen den europäischen Hauptstädten Paris und Prag.

## Verlauf
Die Bundesautobahn 6 beginnt als vierstreifige, zweibahnige Autobahn am Grenzübergang Goldene Bremm am südlichen Stadtrand von Saarbrücken, wo sie die Fortsetzung der französischen Autoroute A 320 bildet. Die ehemalige Grenzstation wurde nach Aufhebung der Grenzkontrollen im Zuge des Schengener Abkommens beidseitig in eine bewirtschaftete Rastanlage umgebaut; über die gleichnamige Anschlussstelle besteht ein Anschluss zur B 41 in die Saarbrücker Innenstadt. Es folgt über einige Kilometer ein Abstieg nach Osten ins Tal der Saar, wo direkt nach Überquerung des Flusses am Autobahndreieck Saarbrücken die BAB 620 endet. Die BAB 6 wechselt hier auf die Trasse der Saarbrücker Stadtautobahn, in entgegengesetzte Richtung muss man daher, um auf ihr zu bleiben, die Hauptfahrbahn verlassen. Da das Autobahndreieck als Gabelung ausgeführt und ein direktes Wechseln zwischen der BAB 620 und dem westlichen Ast der BAB 6 aufgrund der Topografie nicht möglich ist, besteht an der nachfolgenden Anschlussstelle Saarbrücken-Fechingen eine Rampe zum Wechseln der Fahrtrichtung. Diese Anschlussstelle ist wiederum nur in östliche Richtung erreichbar.
Der nun folgende Streckenabschnitt weist Mittelgebirgscharakter auf und besitzt abschnittsweise pro Fahrtrichtung einen zusätzlichen dritten Fahrstreifen, um an Steigungen ein einfacheres Überholen zu ermöglichen. Über drei größere Talbrücken und anschließend an St. Ingbert vorbei wird kurz vor dem Verlassen des Saar-Nahe-Berglands am Autobahnkreuz Neunkirchen die BAB 8 gekreuzt. Entlang der flachen St. Ingbert-Kaiserslauterer Senke führt die nun flache und sehr geradlinig verlaufende Strecke an Homburg vorbei, ehe bei Waldmohr die Landesgrenze zu Rheinland-Pfalz gequert wird. Weiter in nordöstliche bis östliche Richtung geht es am Fuße der Westricher Hochfläche entlang. Am Autobahnkreuz Landstuhl-West kreuzt die BAB 62. Hinter der nächsten Anschlussstelle Ramstein-Miesenbach hat die Autobahn dann sechs Fahrstreifen, größtenteils allerdings unter Wegfall des Standstreifens. In einem weitläufigen Bogen wird die Ramstein Air Base umgangen. Im westlichen Stadtgebiet von Kaiserslautern führt sie schließlich unmittelbar am Gelände einer US-amerikanischen Kaserne vorbei. Die Großstadt am Nordrand des Pfälzerwalds wird auf einer bereits in den 1930er Jahren angelegten Trasse nördlich umgangen, wobei damals bereits zwei große Brückenbauwerke entstanden. Am im Osten der Stadt gelegenen Autobahndreieck Kaiserslautern mündet die BAB 63 in die BAB 6. Das Dreieck ist nur zum Teil höhenfrei ausgeführt, die Verbindungen von der BAB 63 zur BAB 6 nach Osten und umgekehrt führen über eine integrierte Anschlussstelle.
Hinter Kaiserslautern ist die BAB 6 wieder vierstreifig, hat aber wiederum Zusatzfahrstreifen an Steigungsbereichen. Über eine relativ kurvige Strecke mit vielen Steigungs- und Gefälleabschnitten durchquert sie das waldreiche Mittelgebirge des Pfälzerwalds an seinem nördlichen Ende. Am Berg Platte erreicht sie mit über 420 m ü. NHN den höchsten Punkt auf der Strecke zwischen Saarbrücken und Mannheim.
Bei Wattenheim wird das geschlossene Waldgebiet wieder verlassen, und ein langer, etappenweiser Abstieg hinab in die Oberrheinische Tiefebene schließt sich an. Am sogenannten Leininger Berg folgt die Autobahn, unmittelbar an Neuleiningen mit seiner Burgruine vorbei, einer scharfen Kurvenkombination gepaart mit einem starken Gefälle. Hinter Grünstadt folgt am Laumersheimer Berg eine zweite Gefällestrecke. Dem Verkehrsteilnehmer bietet sich in östliche Richtung über viele Kilometer ein weitläufiges Panorama über den Großraum Rhein-Neckar.
Am Kreuz Frankenthal wird die BAB 61 gekreuzt, die mit der BAB 6 einen Autobahnring um die Städte Mannheim und Ludwigshafen bildet. Hinter Frankenthal besteht über die Anschlussstelle Ludwigshafen-Nord ein Anschluss an die dem Rhein entlang führende B 9, die auch das Stammgelände der BASF anschließt. Auf der Theodor-Heuss-Brücke wird der Rhein überquert, für Fußgänger besteht dort im Mittelstreifen ein Steg. Auf der rechten Rheinseite wechselt das Bundesland, man erreicht Baden-Württemberg und das Mannheimer Stadtgebiet. An den nördlichen Stadtteilen vorbei führt die über mehrere Kilometer schnurgerade Strecke geradewegs auf das Viernheimer Dreieck zu, wo die BAB 67 endet und die BAB 6 auf die nach Süden weiterführende Fahrbahn wechselt. Noch vor dem Dreieck wechselt wieder das Bundesland, und die Autobahn wechselt nach Hessen.

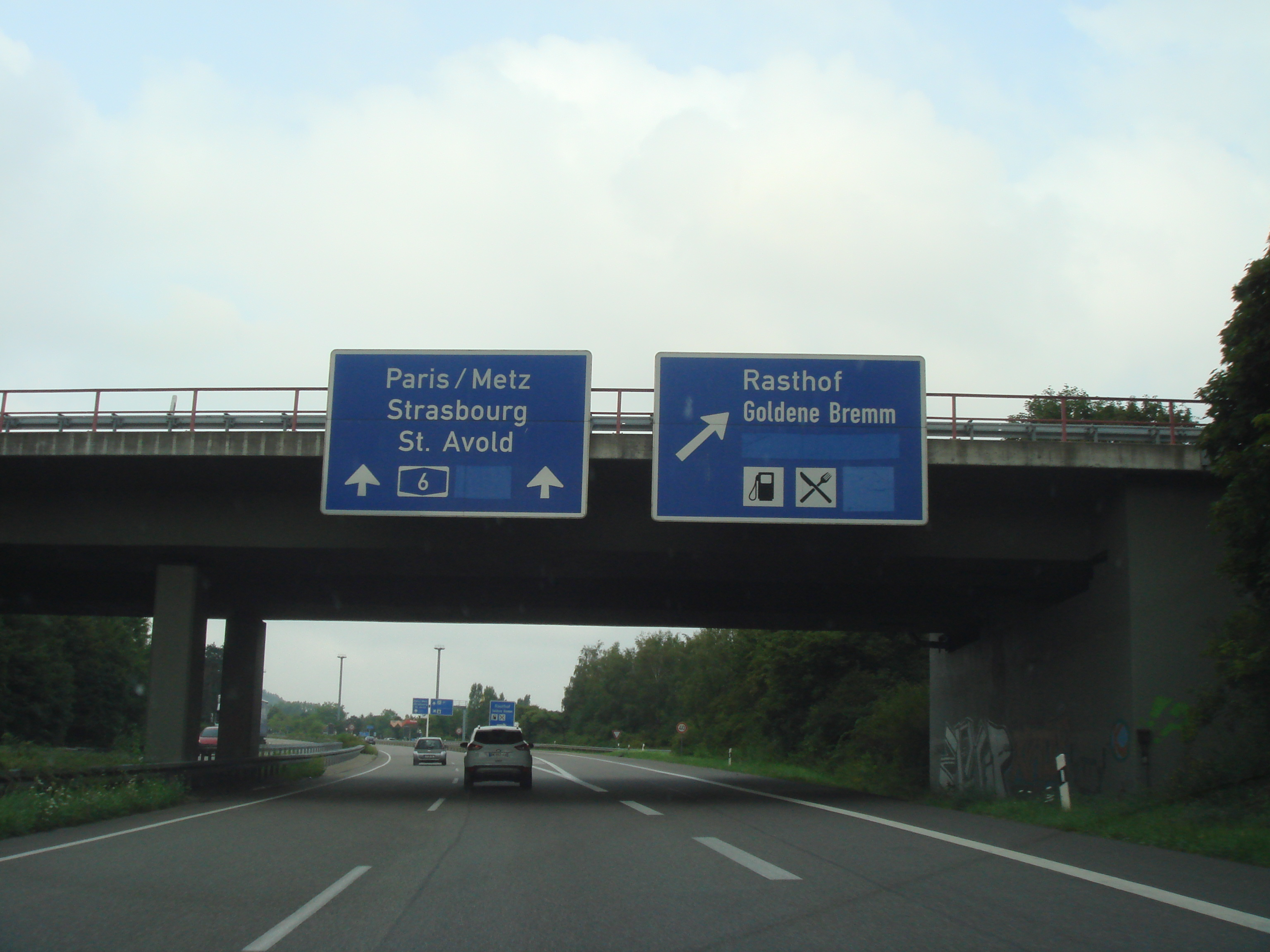
Am Grenzübergang Goldene Bremm
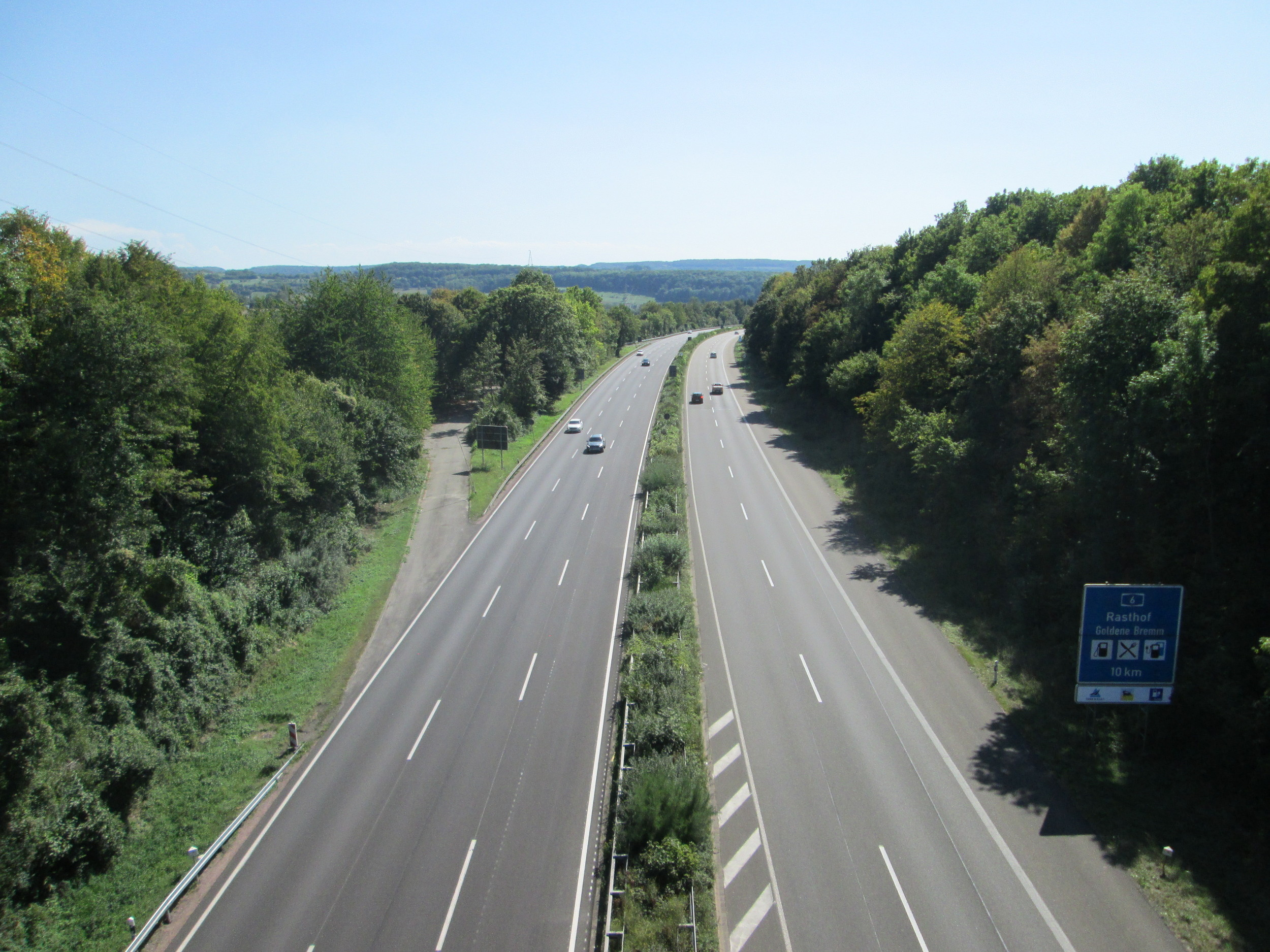
Bei Bischmisheim, östlich von Saarbrücken
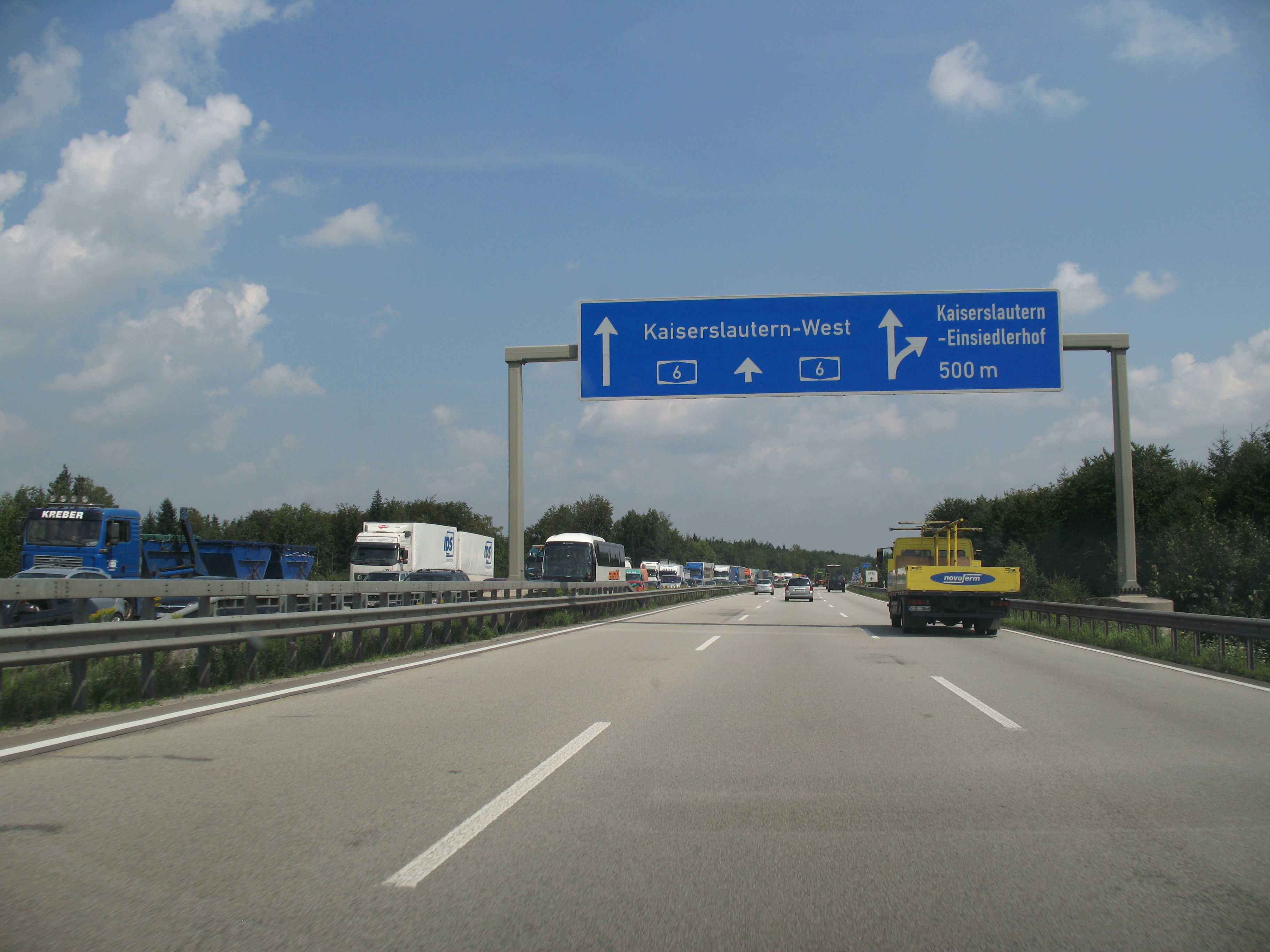
Sechsstreifiger Abschnitt westlich von Kaiserslautern
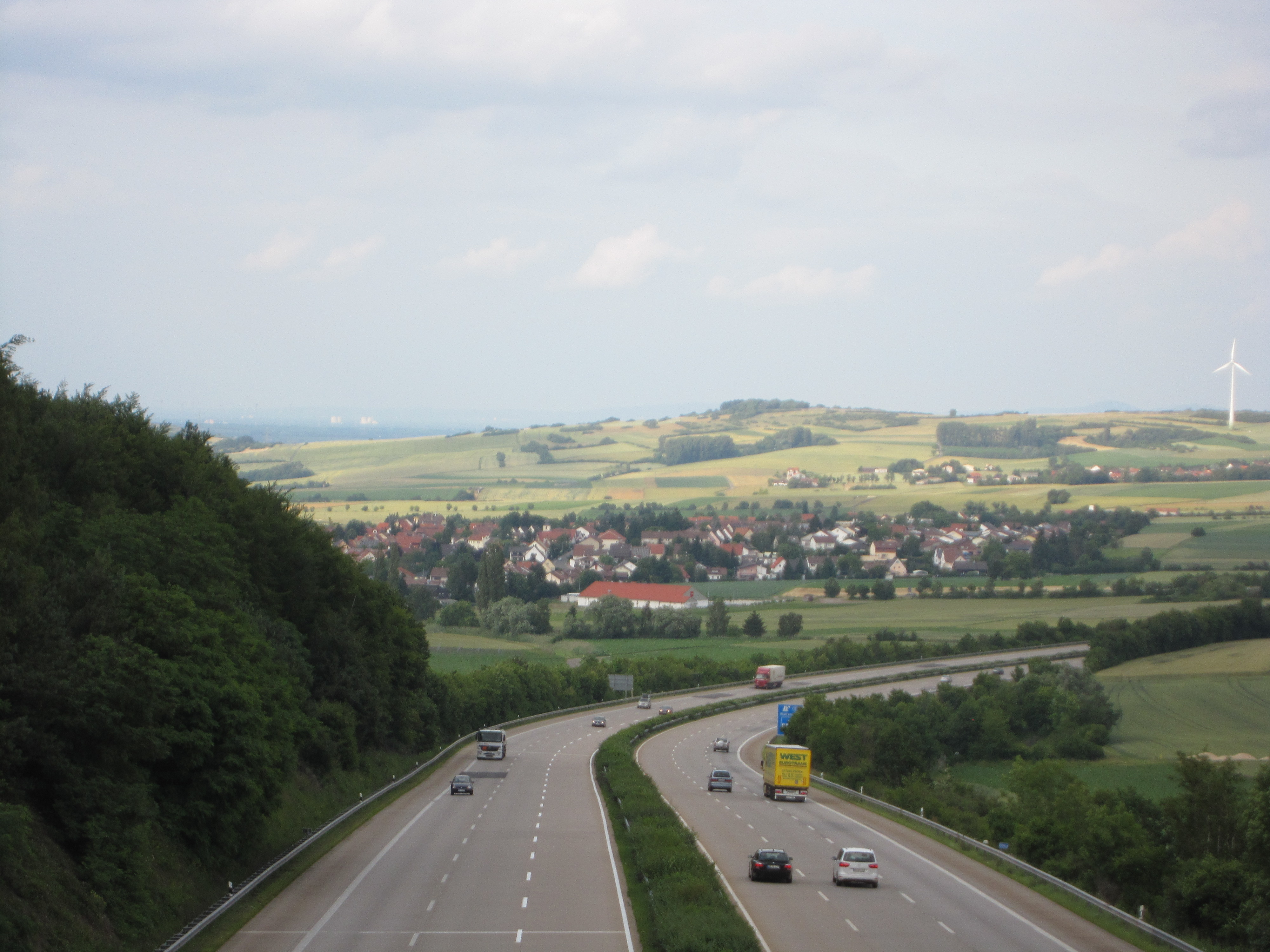
Abstieg vom Pfälzer Wald in die Rheinebene bei Wattenheim
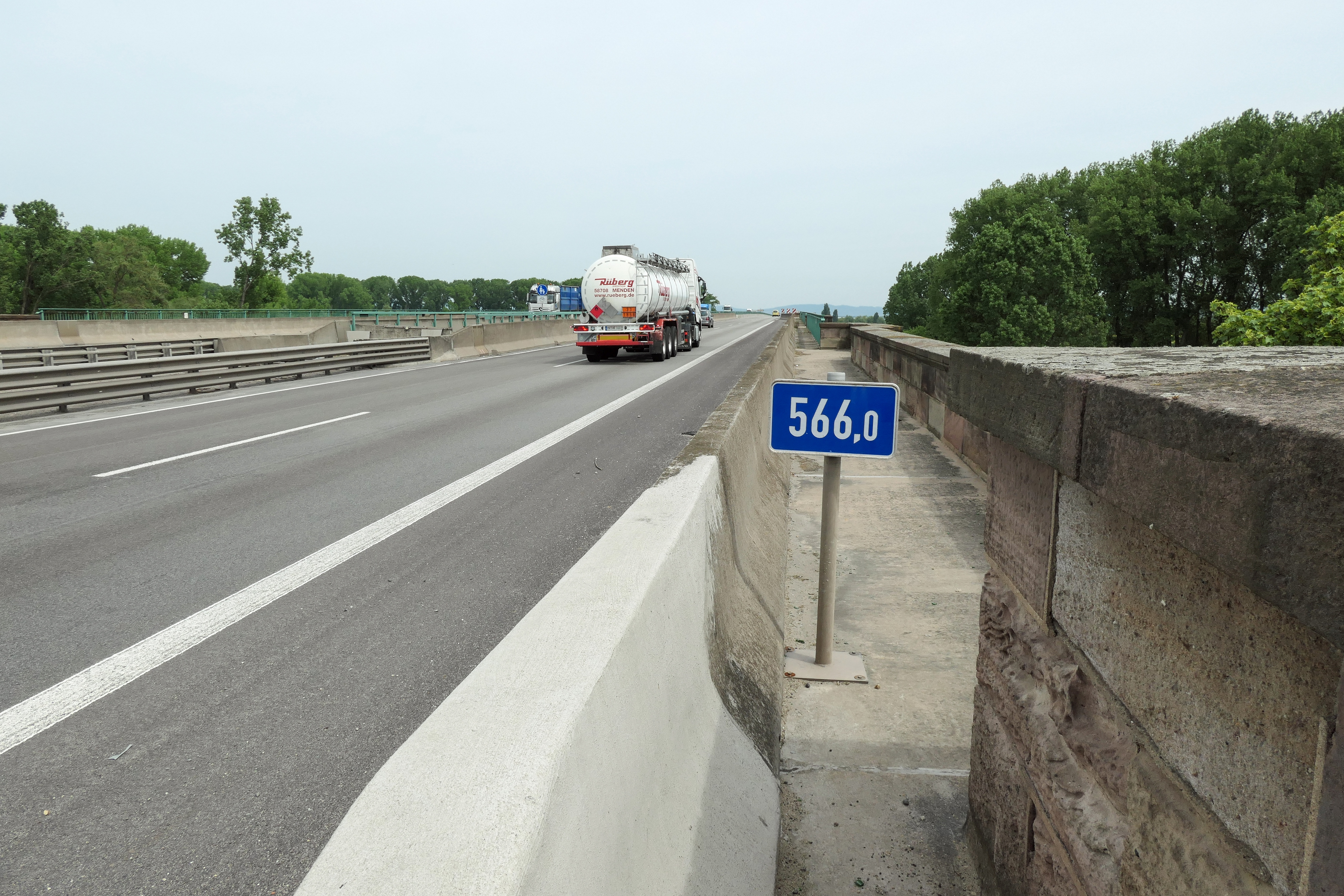
Theodor-Heuss-Brücke über den Rhein zwischen Ludwigshafen und Mannheim

Am Viernheimer Dreieck zweigt die Hauptfahrbahn der BAB 6 nach Süden ab, im Wesentlichen parallel zur östlicher verlaufenden BAB 5. Kurz danach folgt das Viernheimer Kreuz mit der BAB 659, der ersten Querverbindung beider Hauptstrecken. Dieser Knotenpunkt liegt noch in Hessen, unmittelbar nach dem Passieren befindet man sich wieder zurück in Baden-Württemberg. Entlang der östlichen Peripherie Mannheims geht es über den Neckar; am Kreuz Mannheim folgt mit der BAB 656 die zweite Ost-West-Verbindungsachse. Südlich dieses Kreuzes hat die BAB 6 wiederum nur vier Fahrstreifen. An Mannheim-Rheinau und Schwetzingen vorbei trifft sie am Dreieck Hockenheim zum zweiten Mal auf die hier endende BAB 61. Die nun wieder sechsstreifige Strecke führt unmittelbar an den Tribünen des Hockenheimrings vorbei durch den Schwetzinger Hardt. Die Richtung ändert sich in einem weiten Bogen von Norden her kommend wieder nach Osten. Das Kreuz Walldorf mit der BAB 5 markiert schließlich das Ende der Parallelführung zweier Nord-Süd-Autobahnen.
Aus der flachen Oberrheinebene geht es bei Wiesloch hinauf in den hügeligen und waldärmeren Kraichgau, der den Odenwald im Norden vom Schwarzwald im Süden abgrenzt. Bei Sinsheim, wo sich mehrere Freizeiteinrichtungen in unmittelbarer Autobahnnähe befinden, geht es dem Elsenztal entlang und nach dem nächsten Höhenzug ergibt sich bei Bad Rappenau ein weitläufiger Blick ins Neckarbecken. Entlang dem Tal des Böllinger Bachs erreicht die BAB 6 den Norden von Heilbronn. In unmittelbarer Nähe zum Steinkohlekraftwerk wird auf einer langen Brücke der Neckar zum zweiten Mal überquert. Auf der anderen Seite bei Neckarsulm wird die Landschaft wieder hügeliger, dort beginnen die vom Weinanbau geprägten nordwestlichen Ausläufer der Schwäbisch-Fränkische Waldberge. Nach einigen Kilometern entlang dem Sulmtal führt am Kreuz Weinsberg die sechsstreifige Hauptfahrbahn der BAB 6 nach Süden auf die hier kreuzende BAB 81. Um weiter auf der BAB 6 zu bleiben, muss der ostwärts fahrende Verkehr hier abbiegen.
Nach der weiteren Durchquerung des Hügellands auf einer vierstreifigen Trasse eröffnet sich hinter Bretzfeld die Hohenloher Ebene. Die ab dort wieder sechsstreifige Strecke führt an der Nordflanke des Schwäbischen Walds entlang und überquert mehrere kleine Flusstäler. Hinter Schwäbisch Hall, wo der sechsstreifige Ausbau wieder endet, werden die Geländeunterschiede deutlich größer. Der Kocher wird auf der 185 m hohen Kochertalbrücke überquert, der höchsten Brücke in Deutschland. Bei Crailsheim führt sie dann kurz hintereinander über die ebenfalls tief eingeschnittenen Täler von Jagst und Gronach. Danach wechselt das Bundesland und man erreicht Bayern bzw. den Regierungsbezirk Mittelfranken. Die Grenze wird hier gebildet durch den westlichsten Höhenzug der Frankenhöhe, der mit einer relativ starken Längsneigung erklommen wird. Über den Höhenzug geht es hinab ins Wörnitztal, wo am Kreuz Feuchtwangen/Crailsheim die BAB 7 gekreuzt wird.
Nördlich von Feuchtwangen wechseln sich Höhenzüge mit den Tälern von Wörnitz, Sulzach und Altmühl ab, weshalb die Autobahn hier an mehreren Steigungsabschnitten pro Fahrtrichtung einen dritten Zusatzfahrstreifen aufweist. In großem Abstand führt sie südlich an der mittelfränkischen Bezirkshauptstadt Ansbach vorbei. Nach Durchfahren des Tals der Fränkischen Rezat nimmt der Anteil an für den Nürnberger Raum typischen Kiefernwäldern zu, auch gibt es kaum noch Längsneigungen. Bei Schwabach beginnt ein sechsstreifiger Ausbauabschnitt. An der Anschlussstelle Roth zweigt die autobahnähnlich ausgebaute B 2 ab und stellt eine wichtige Verbindung ins südliche Mittelfranken dar. Über die Rednitz und direkt darauf den Main-Donau-Kanal erreicht man bei Wendelstein den weitläufigen Nürnberger Reichswald. Am Kreuz Nürnberg-Süd kreuzt der südliche Teil der BAB 73, einige Kilometer weiter am Kreuz Nürnberg-Ost die BAB 9. Beide Knotenpunkte wurden und werden (2004–2006 bzw. 2019–2025) aufwändig umgebaut, um den gestiegenen Verkehrszahlen Rechnung zu tragen.

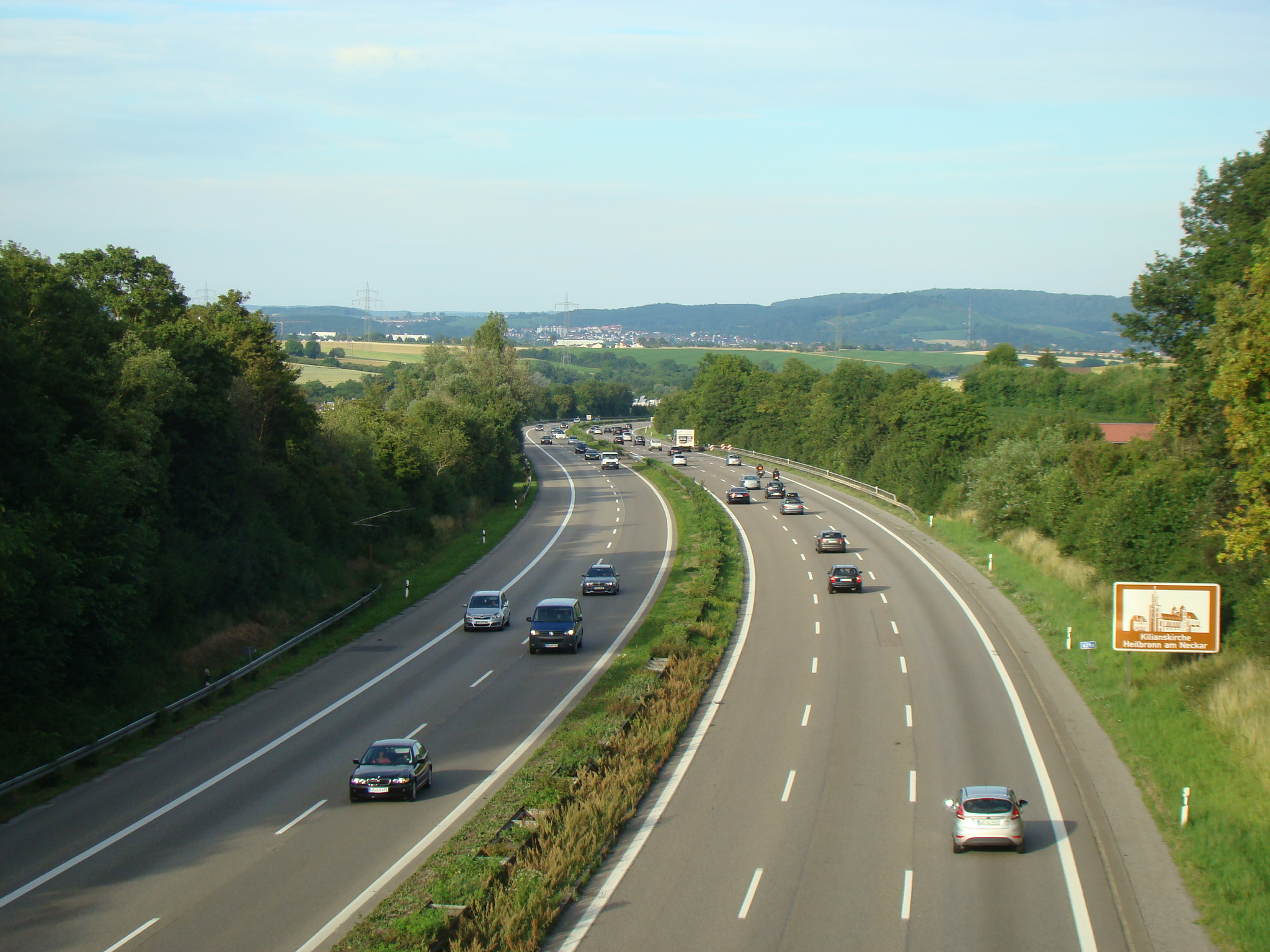
Kurz vor Heilbronn
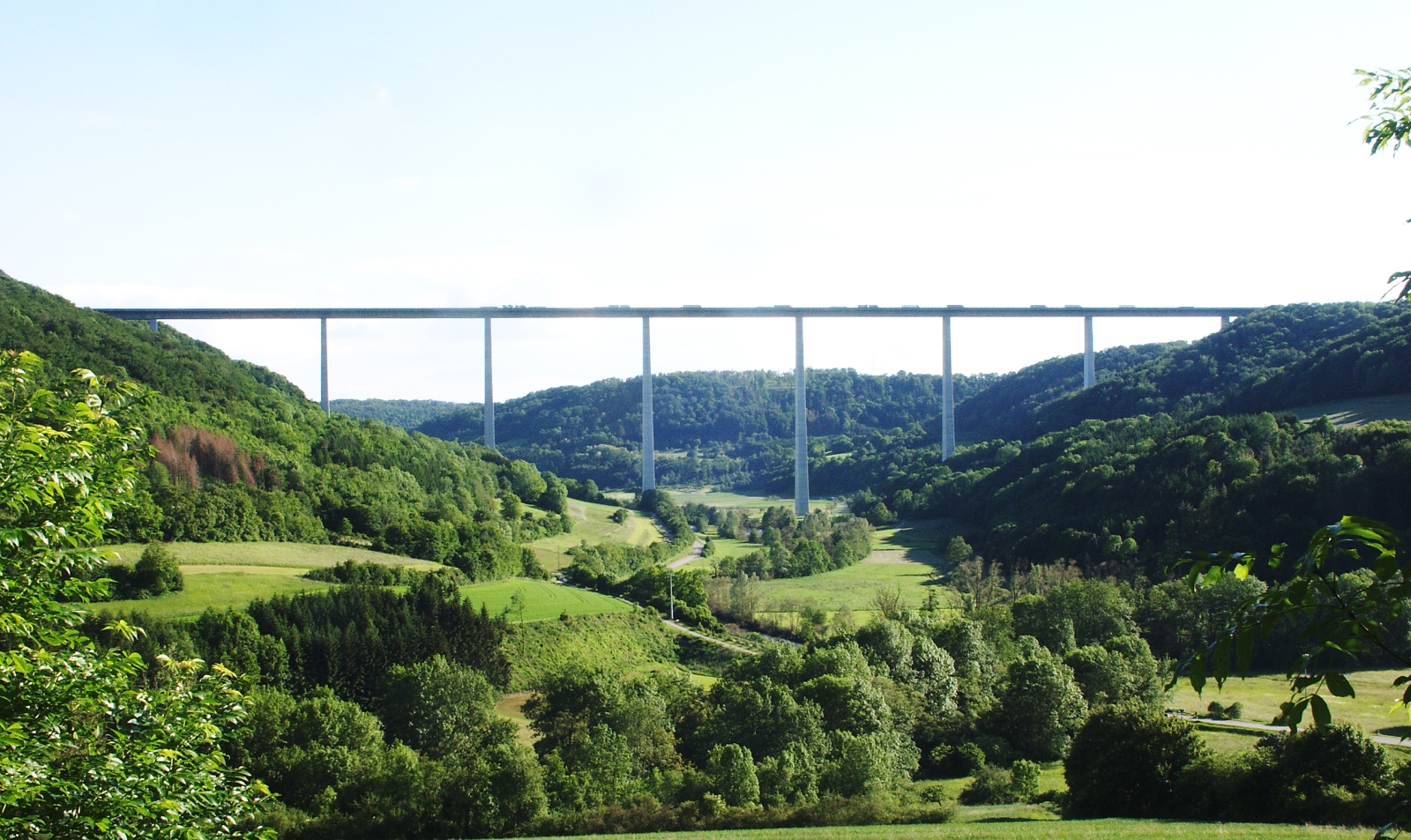
Kochertalbrücke
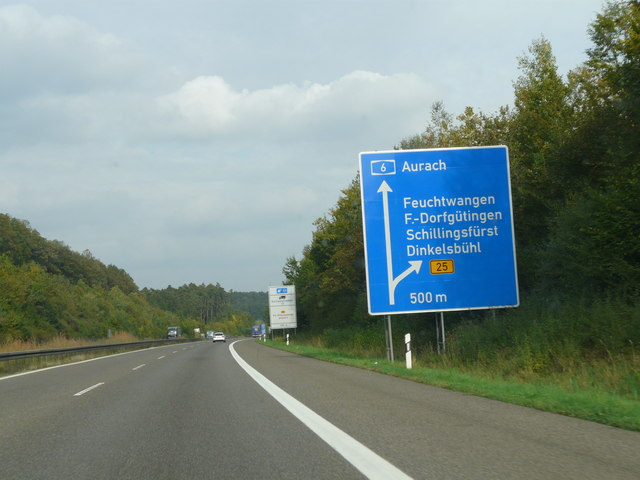
Bei Feuchtwangen
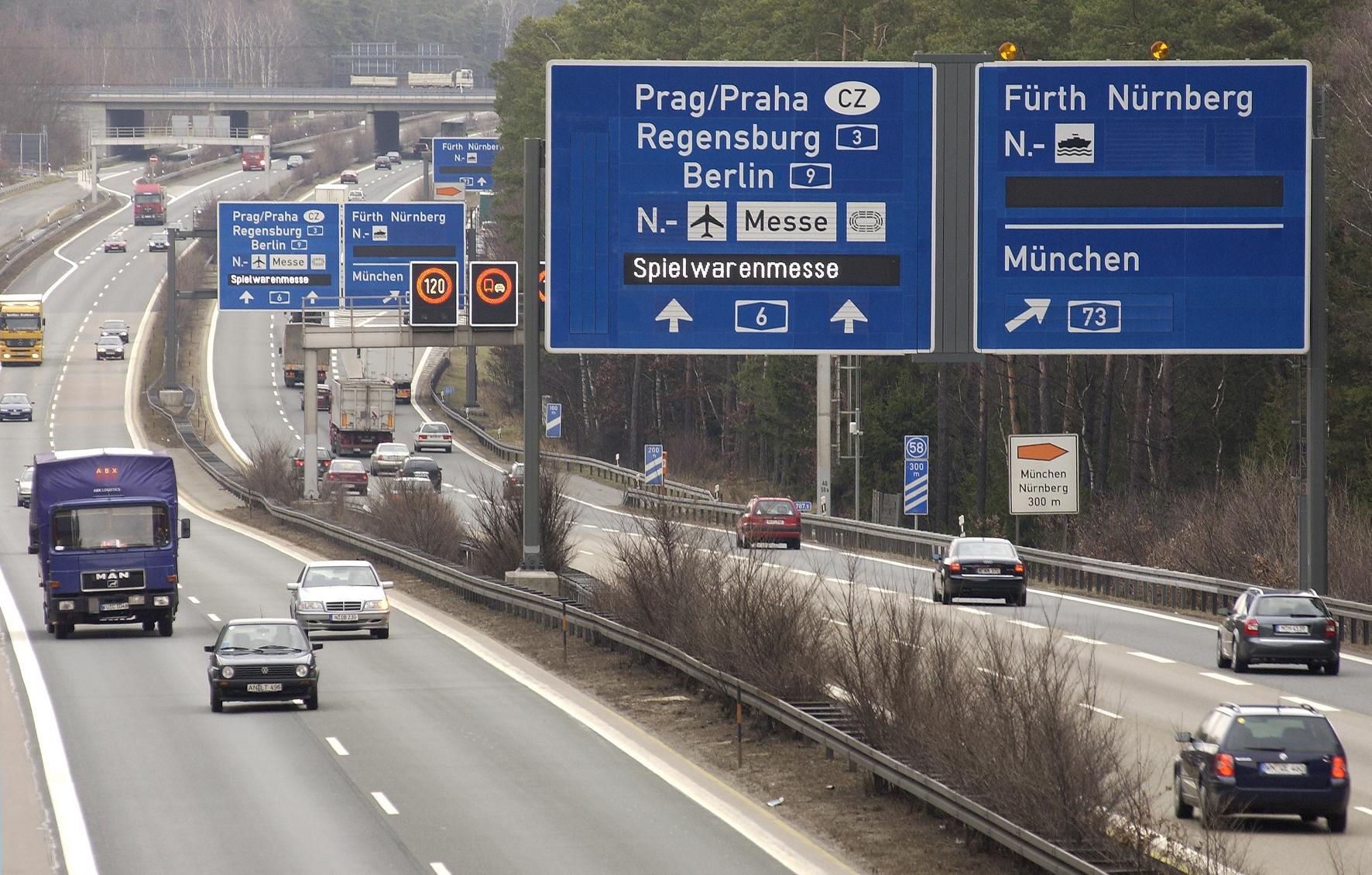
Verkehrsleitsystem bei Nürnberg

Östlich vom Kreuz Nürnberg-Ost ist die BAB 6 wieder vierstreifig. Die Autobahn trägt ab hier zusammen mit ihrer Fortsetzung auf tschechischer Seite, der Dálnice 5, den Beinamen Via Carolina, in Erinnerung an Karl IV., auf den die erste Straßenverbindung zwischen Prag und Nürnberg zurückgeht. Nach einigen weiteren Kilometern im Nürnberger Reichswald trifft sie am Kreuz Altdorf auf die BAB 3. Nördlich von Altdorf beginnt dann der langgezogene Aufstieg vom flachen Mittelfränkischen Becken auf die Fränkische Alb. Nach der Querung eines Nebentals auf einer längeren Talbrücke bei Unterrieden geht es quer über die westliche Abdachung der Albhochfläche, ehe nach Durchquerung des Grafenbucher Forsts bei Alfeld der zentrale Gebirgskamm überquert wird. Gleichzeitig wechselt man von Mittelfranken in den Regierungsbezirk Oberpfalz. Unmittelbar westlich der Anschlussstelle Sulzbach-Rosenberg erreicht die BAB 6 den mit 620 m über NN höchsten Punkt der gesamten Strecke.
Die kurvige und hügelige Strecke steigt nun langsam in Richtung des Vilstals hinab, um die Stadt Amberg in einem sehr großen Bogen südlich zu umgehen. Auf einem längeren Abschnitt führt sie dabei durch den nördlichen Teil des Hirschwalds, ein großes und geschlossenes Waldgebiet südlich von Amberg. Nach Überquerung der Vils wird die Landschaft schließlich flacher. Die folgende Anschlussstelle Amberg-Ost bildete jahrzehntelang (1979 bis 2008) das östliche Ende der Autobahn. Nach Nordosten schwenkend und über einen weiteren Höhenzug führt sie bei Nabburg ins Naabtal hinab, wo am Kreuz Oberpfälzer Wald bei Wernberg-Köblitz die BAB 93 gekreuzt wird. Das namensgebende Gebirge steigt östlich des Naabtals empor. Bis Leuchtenberg folgt wieder ein Aufstieg, dann oberhalb des Pfreimdtals wieder nach Osten, an Vohenstrauß vorbei. Bei Waidhaus ist schließlich die deutsch-tschechische Grenze erreicht, die auf einer kürzeren Talbrücke überquert wird. Die ehemalige Grenzanlage befindet sich östlich dieser auf tschechischer Seite. Die Fortsetzung der BAB 6 in Tschechien bildet die vierstreifige Autobahn D 5, die über Pilsen weiter nach Prag führt.

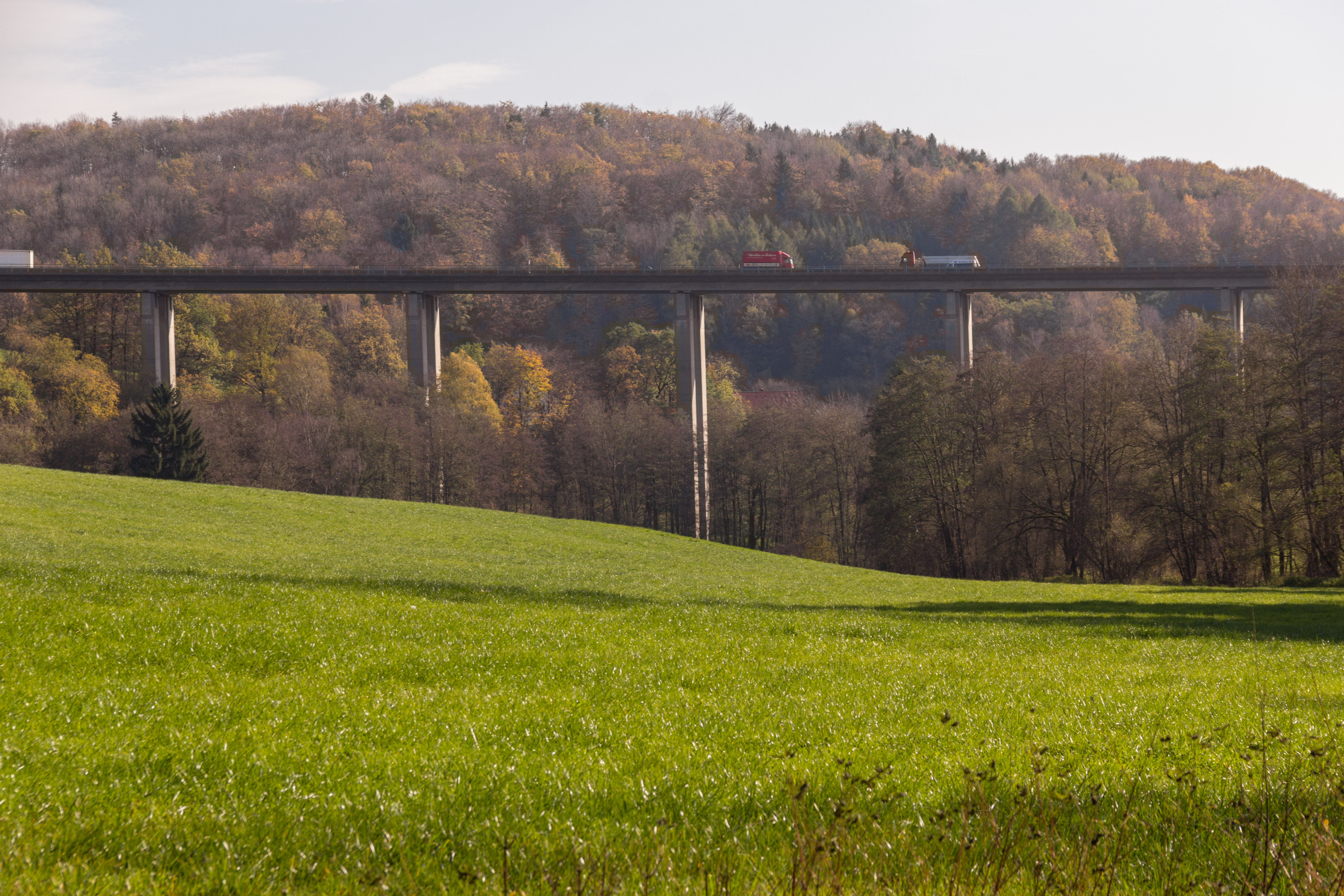
Talbrücke Unterrieden bei Altdorf. Hier erreicht die Autobahn die Fränkische Alb
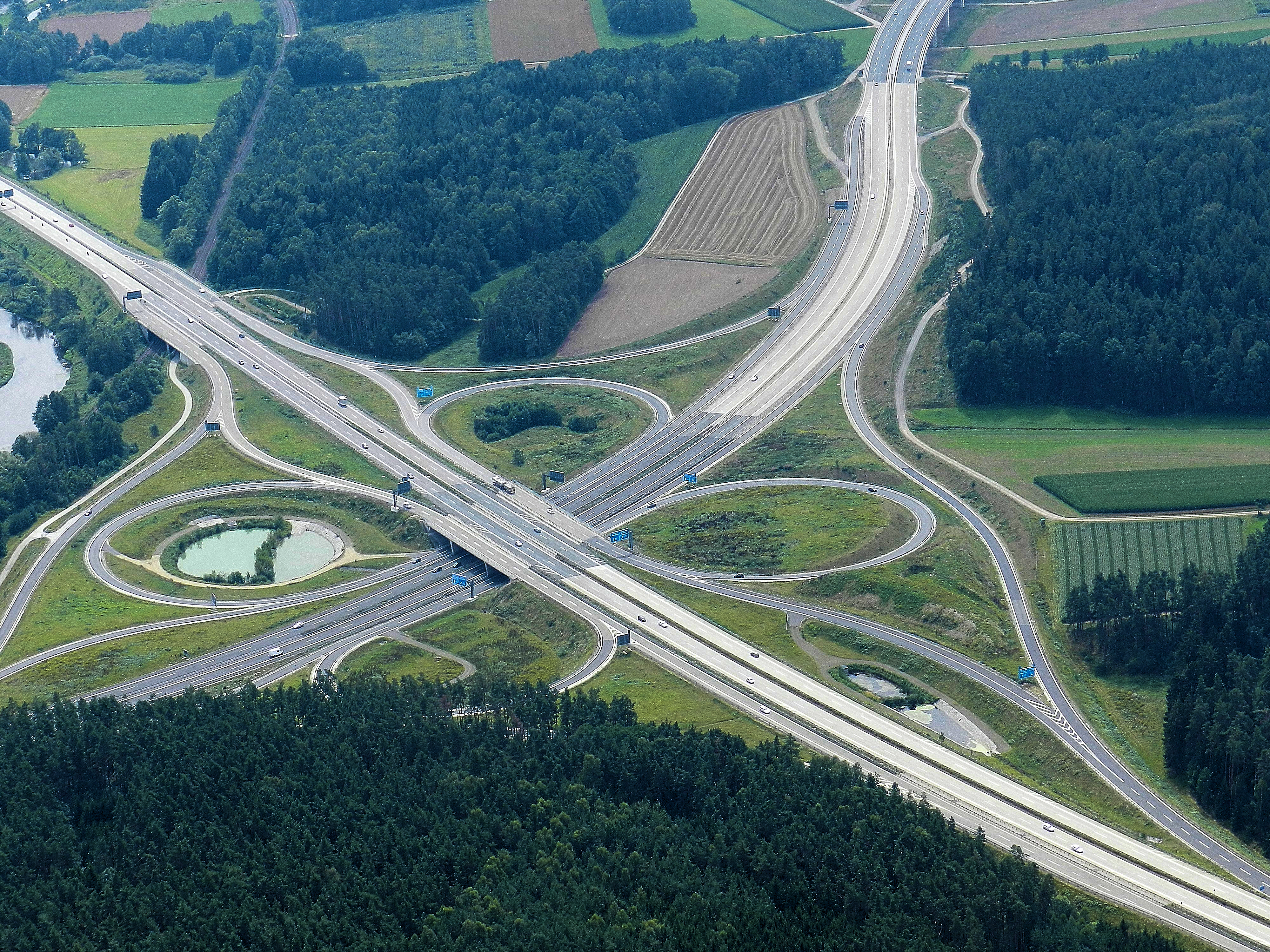
Kreuz Oberpfälzer Wald im Naabtal
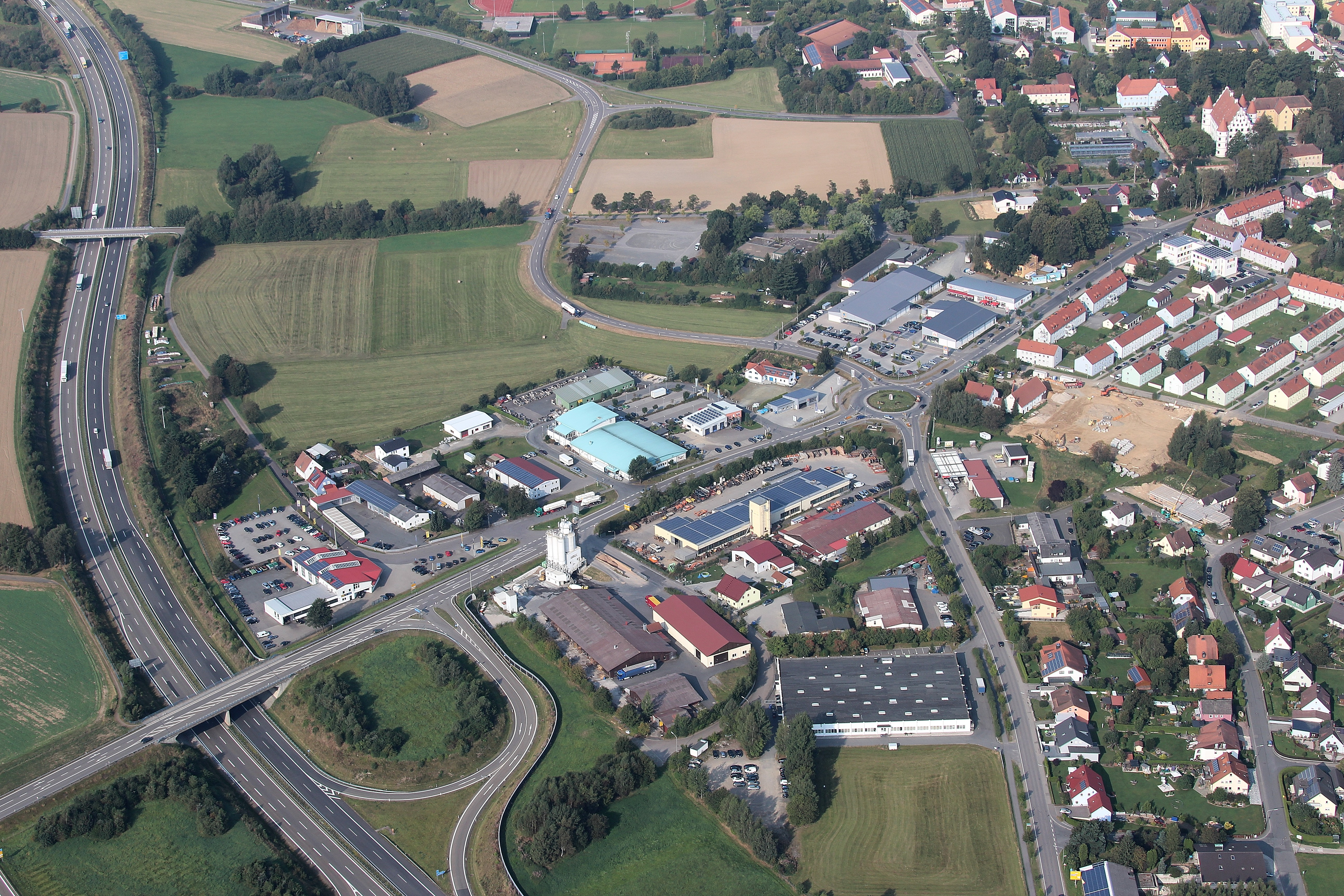
Bei Vohenstrauß
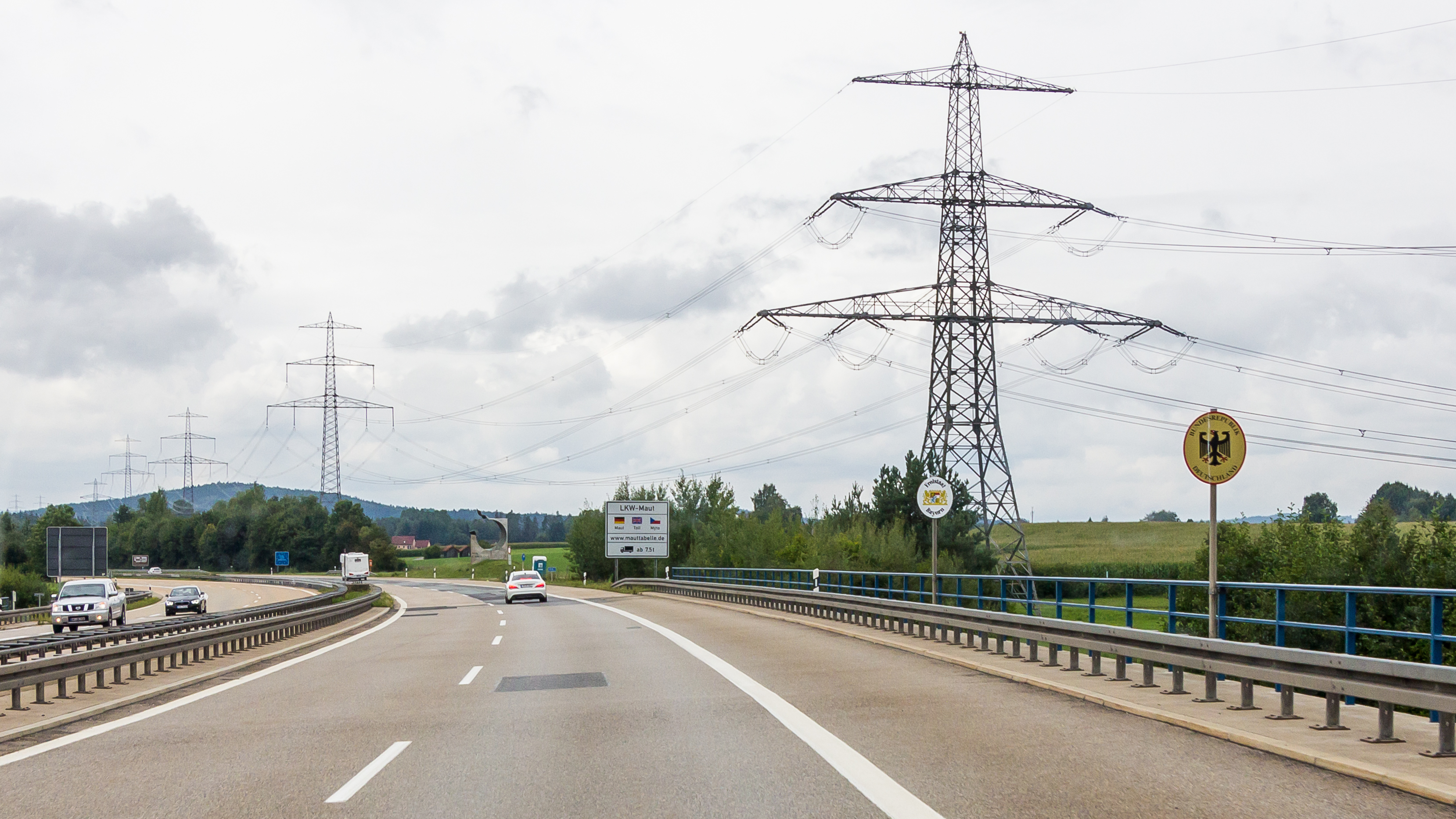
Grenzübergang Waidhaus/Rozvadov

## Geschichte

### Vorgänger
Kaiser Karl IV. (1316–1378) erhob die Straßenverbindung zwischen den ehemaligen Reichsstädten Nürnberg und Prag zur Reichsstraße, weswegen dieser Abschnitt als Via Carolina bezeichnet wird. Ab 1932 bzw. ab 1939 folgte die Reichsstraße 14 dem historischen Vorbild, führte aber auch von Nürnberg nach Westen bis circa Schwäbisch Hall, wo die R 14 (bzw. B 14) nach Südwesten Richtung Stuttgart schwenkt.

### 1933 bis 1945 – Reichsautobahnbau

#### Viernheim–Mannheim

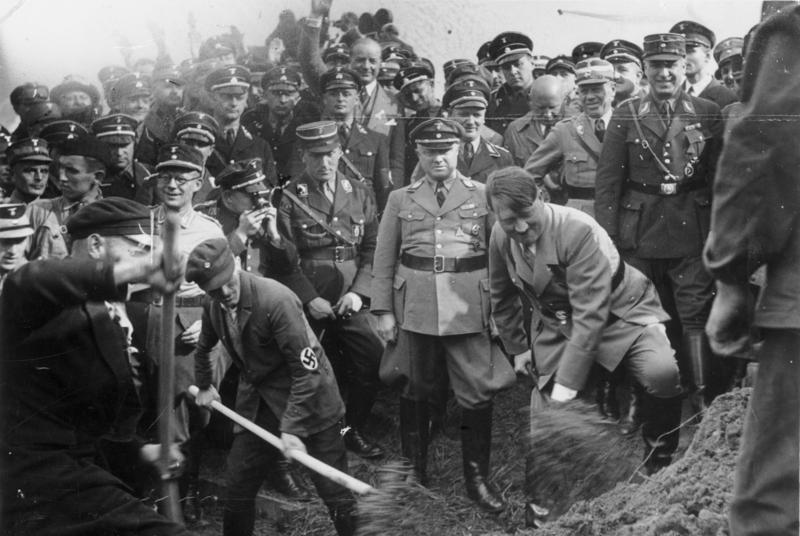
Adolf Hitler beim ersten Spatenstich am 23. September 1933 bei Frankfurt

Der älteste Abschnitt der heute als BAB 6 bezeichneten Strecke liegt zwischen dem Viernheimer Dreieck und dem Autobahnkreuz Mannheim. Dieser wurde schon in den 1920er Jahren durch den Verein HaFraBa e. V. – entsprechend der Bezeichnung des Vereins – als Teil einer Kraftfahrstraße von Hamburg über Frankfurt bis an die schweizerische Grenze bei Basel geplant. Obwohl die um 1930 bereits detailliert ausgearbeiteten Planungen für diese Straße im Reichstag zunächst auf breite Ablehnung seitens der NSDAP stieß („Luxusstraßen der Reichen“), entschlossen sich die am 30. Januar 1933 an die Macht gekommenen Nationalsozialisten dennoch, die Autobahnplanungen auszuführen. Ausschlaggebend hierfür war vor allem das Versprechen, die zu dieser Zeit hohe Arbeitslosigkeit durch den Bau der Autobahnen einzudämmen.
Mit dem Spatenstich am 23. September 1933 wurde mit dem Bau der ersten Reichsautobahn von Frankfurt am Main über Darmstadt und Mannheim nach Heidelberg begonnen. Der Knotenpunkt, der heute das Kreuz Mannheim bildet, wurde damals als Dreieck gebaut, an dem die von Norden (Frankfurt) her kommende Strecke in die Verbindung Mannheim–Heidelberg (heutige BAB 656) mündet. Bei Heidelberg wiederum zweigte später an einem Dreieck dann die Strecke in Richtung Süden (Karlsruhe, Basel) ab, heute liegt hier das Autobahnkreuz Heidelberg. Während die Autobahnen seitens der NS-Propaganda häufig als „Weltneuheit“ gepriesen wurden, hatte man für den Bau lediglich die seit 1932 baureif vorliegenden Pläne der HaFraBa umgesetzt. Um den Autobahnbau als angebliche Erfindung Adolf Hitlers („Straße des Führers“) darzustellen, wurde die ein Jahr zuvor durch den Kölner Oberbürgermeister Konrad Adenauer eröffnete erste Autobahn in Deutschland zwischen Köln und Bonn zur Landesstraße zurückgestuft. Eröffnet wurde der Abschnitt von Darmstadt über Mannheim nach Heidelberg am 3. Oktober 1935. Zusammen mit dem am 19. Mai 1935 eröffneten Teilstück von Frankfurt nach Darmstadt bildete er den ersten während der Zeit des Nationalsozialismus fertiggestellten Autobahnabschnitt.

#### Kaiserslautern–Viernheim

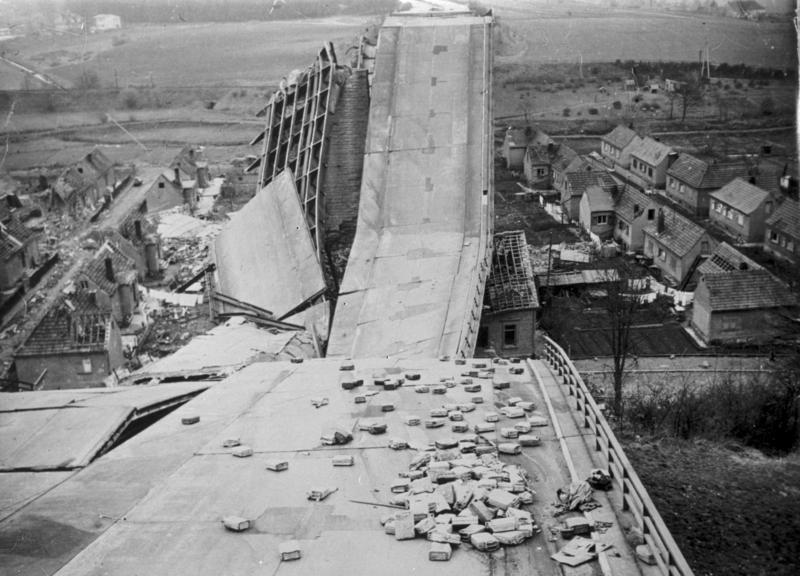
Zerstörte Lautertalbrücke, 1945

Die als Strecke 38 bezeichnete Autobahn von Mannheim über Kaiserslautern nach Saarbrücken wurde ab 1934 gebaut. Dabei mussten im Zuge dieser bei Viernheim von der Strecke Frankfurt–Mannheim abzweigenden Trasse mehrere große Brückenbauwerke errichtet werden. Die Rheinbrücke bei Frankenthal wurde zwar ab 1938 begonnen, aufgrund eines schweren Bauunfalls mit 30 Toten am 12. Dezember 1940 und dem sich fortsetzenden Zweiten Weltkrieg wurden die Arbeiten an der Brücke jedoch nicht mehr zu Ende geführt. Die beiden Talbrücken Waschmühle und Lautertal bei Kaiserslautern wurden dagegen von März 1935 bis Weihnachten 1936 gebaut und fertiggestellt. In Betrieb gehen konnte der Abschnitt Kaiserslautern-West–Wattenheim samt Querung des Pfälzer Waldes als einziger der Strecke daher schon am 24. Oktober 1937. Im Zuge des Vormarsches der Alliierten gegen Ende des Zweiten Weltkrieges wurde die Lautertalbrücke in der Nacht zum 20. März 1945 von Truppen der Wehrmacht gesprengt.
In östliche Richtung wurde die Autobahn bis 1940 in mehreren Teilstücken von Wattenheim über Grünstadt bis nach Frankenthal eröffnet, dieser Abschnitt zeichnet sich durch eine längere Gefällestrecke vom Pfälzer Wald hinunter ins Oberrheinische Tiefland aus. In westliche Richtung folgte bis 1941 noch die Fortsetzung von Kaiserslautern-West bis nach Landstuhl.

#### Schwabach–Nürnberg
Ab 1935 begann man mit den Planungen für eine dem Grundnetz zugeordnete Autobahn von Heilbronn nach Nürnberg (damals noch als Stuttgart–Nürnberg bezeichnet). Im Jahr 1938 wurde sowohl am westlichen Ende zwischen Weinsberg und Bretzfeld als auch am östlichen Ende zwischen Schwabach und dem Anschluss an die Reichsautobahn Berlin–München mit den Bauarbeiten begonnen, später wurde dann in drei Baulosen an der Verbindung gearbeitet. Nur der Abschnitt von Nürnberg nach Schwabach konnte im Jahr 1941 einbahnig in Betrieb genommen werden, durch den Zweiten Weltkrieg ruhten die Bauarbeiten auf dem Rest der Strecke.

### 1945 bis 1969 – Wiederaufbau und Baufortsetzung

#### Saarbrücken–Viernheim
Am Teilstück zwischen Frankenthal und Viernheim, das aufgrund der nicht fertiggestellten Rheinbrücke nicht vor dem Zweiten Weltkrieg in Betrieb genommen werden konnte, wurde schon ab 1948 wieder gebaut. Die erste Brückenhälfte der Rheinquerung wurde am 9. September 1950 durch Bundesverkehrsminister Hans-Christoph Seebohm dem Verkehr übergeben. Im Zuge eines wenige Tage später stattfindenden Besuches des damaligen Bundespräsidenten Theodor Heuss wurde die Brücke nach ihm Theodor-Heuss-Brücke benannt, diesen Namen trägt sie bis heute. Erst 1964 wurde auch die zweite Brückenhälfte und damit der vierspurige Ausbau der Autobahn fertiggestellt.
Mit dem Wiederaufbau der im Krieg gesprengten Lautertalbrücke begann man schon wenige Jahre nach Kriegsende. Da ein Teil der neuen Brücke bei den Bauarbeiten einstürzte, verzögerte sich die Wiederinbetriebnahme der Strecke bis zum 15. Oktober 1956. Der ebenfalls durch Kriegsschäden zerstörte Abschnitt östlich von Kaiserslautern war dagegen bereits 1951 wieder befahrbar.
Bereits während des Zweiten Weltkrieges wurde von der deutschen Luftwaffe ein etwa drei Kilometer langes – zu diesem Zweck gerade gebautes – Reichsautobahn-Stück zwischen Landstuhl und Kaiserslautern-West als Militärflugplatz genutzt. Nach dem Zweiten Weltkrieg übernahmen US-amerikanische Truppen als Besatzungsmacht dieses Areal und errichteten dort den Flugstützpunkt Ramstein (heute Ramstein Air Base). Schon in den späten 1940er Jahren überbaute man die alte Autobahn-Piste mit einer Halle und legte etwa 200 m südlicher eine große, leistungsfähige Start- und Landebahn als Notlandeplatz auf Straßen an. Die östliche und die westliche Zufahrt zum Flughafen bestehen allerdings bis heute aus der Original-Trasse der ehemaligen Reichsautobahn Mannheim–Landstuhl; sie ist in den meisten Straßenkarten als eine „für den Verkehr gesperrte Schnellstraße“ eingezeichnet und gilt als Privatstraße des Bundes. In den 1950er Jahren wurde die A 6 daher auf einer neuen Trasse in einem flachen Bogen südlich am Flughafen Ramstein vorbeigeführt und durch den Landstuhler Bruch bis zur Anschlussstelle Waldmohr gebaut, kurz vor der Staatsgrenze zum damals autonomen Saarland.
Da man sich 1956 im Saarvertrag darauf einigte, dass das Saarland der Bundesrepublik Deutschland beitreten konnte, was zum 1. Januar 1957 vollzogen wurde, konnte auch auf saarländischer Seite mit dem Bau der Strecke weiter nach Saarbrücken begonnen werden. Zwei Jahre nach Eingliederung in die Bundesrepublik Deutschland und im selben Jahr wie der endgültige, wirtschaftliche Beitritt wurde am 14. Dezember 1959 der neu trassierte Abschnitt von Kaiserslautern nach Landstuhl und weiter über Waldmohr und Homburg bis zur Anschlussstelle St. Ingbert-West freigegeben. Genau vier Jahre später, am 14. Dezember 1963, war die 1960 begonnene Fortsetzung der Autobahn bis Saarbrücken fertiggestellt und wurde dem Verkehr übergeben. Da dieser Abschnitt Mittelgebirgscharakter aufweist und daher drei große Brückenbauwerke errichtet werden mussten, war er zum Zeitpunkt des Baus mit 70 Mio. DM einer der teuersten Autobahnabschnitte Deutschlands. Auch der Abschnitt im Saarbrücker Stadtgebiet war äußerst aufwendig zu bauen: Die in Parallellage zur Saar errichtete Strecke von Güdingen bis ins Stadtzentrum wurde aufgrund der beengten Platzverhältnisse in schmaler Bauweise ausgeführt, die vordere Mauer des Saarbrücker Schlosses musste sogar abgerissen und die Alte Brücke verlängert werden. Obwohl das Saarland durch den langjährigen Sonderstatus als letztes westliches Bundesland an das Autobahnnetz angeschlossen wurde, war Saarbrücken somit die erste deutsche Großstadt mit Autobahnanbindung des Stadtzentrums.
Der Abschnitt von Saarbrücken an die französische Grenze (Grenzübergang Goldene Bremm) wurde von 1968 bis 1969 zusammen mit der französischen A320 als Fortsetzung gebaut. Dieser zweigt im Saarbrücker Stadtteil Güdingen von der Strecke Saarbrücken–Mannheim ab und führt über zwei getrennte, längere Brückenbauwerke über die Saar zum Grenzübergang Goldene Bremm, wo auch eine Rastanlage errichtet wurde. Aufgrund der beengten Platzverhältnisse im Saartal konnte der Abzweig bei Güdingen (heute Autobahndreieck Saarbrücken) nur als Gabelung ausgeführt werden. Für den Verkehr von Frankreich kommend ins Saarbrücker Stadtzentrum wurde daher an der nur einige hundert Meter östlich gelegenen Anschlussstelle Saarbrücken-Fechingen, die wiederum wegen der Topografie nur aus Richtung Westen erreicht werden kann, eine Verbindungsrampe zwischen der Aus- und Einfahrt gebaut.

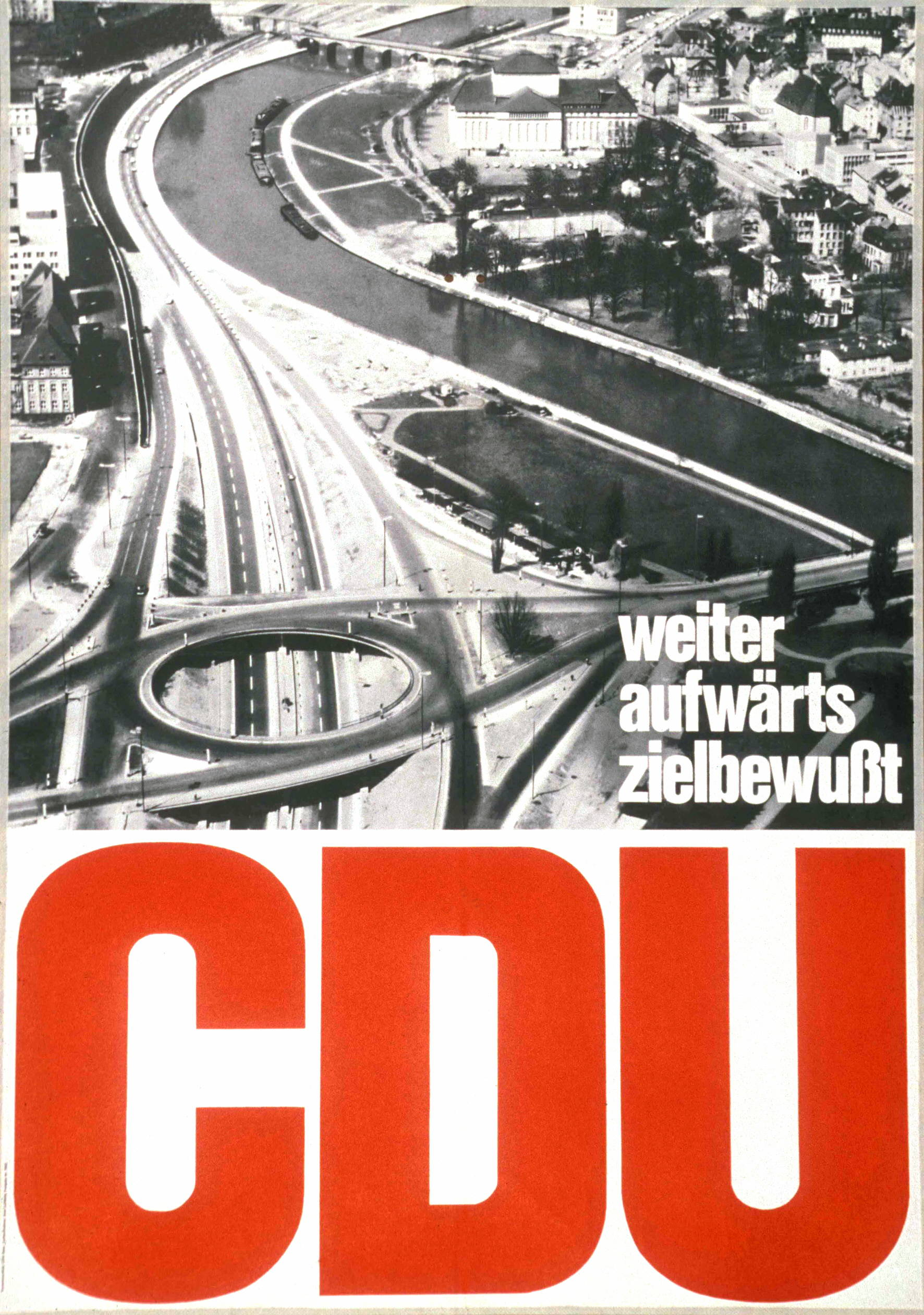
Die CDU warb im Bundestagswahlkampf 1965 mit dem Bau der Autobahn nach Saarbrücken. Das abgebildete Teilstück ist heute allerdings Bestandteil der BAB 620
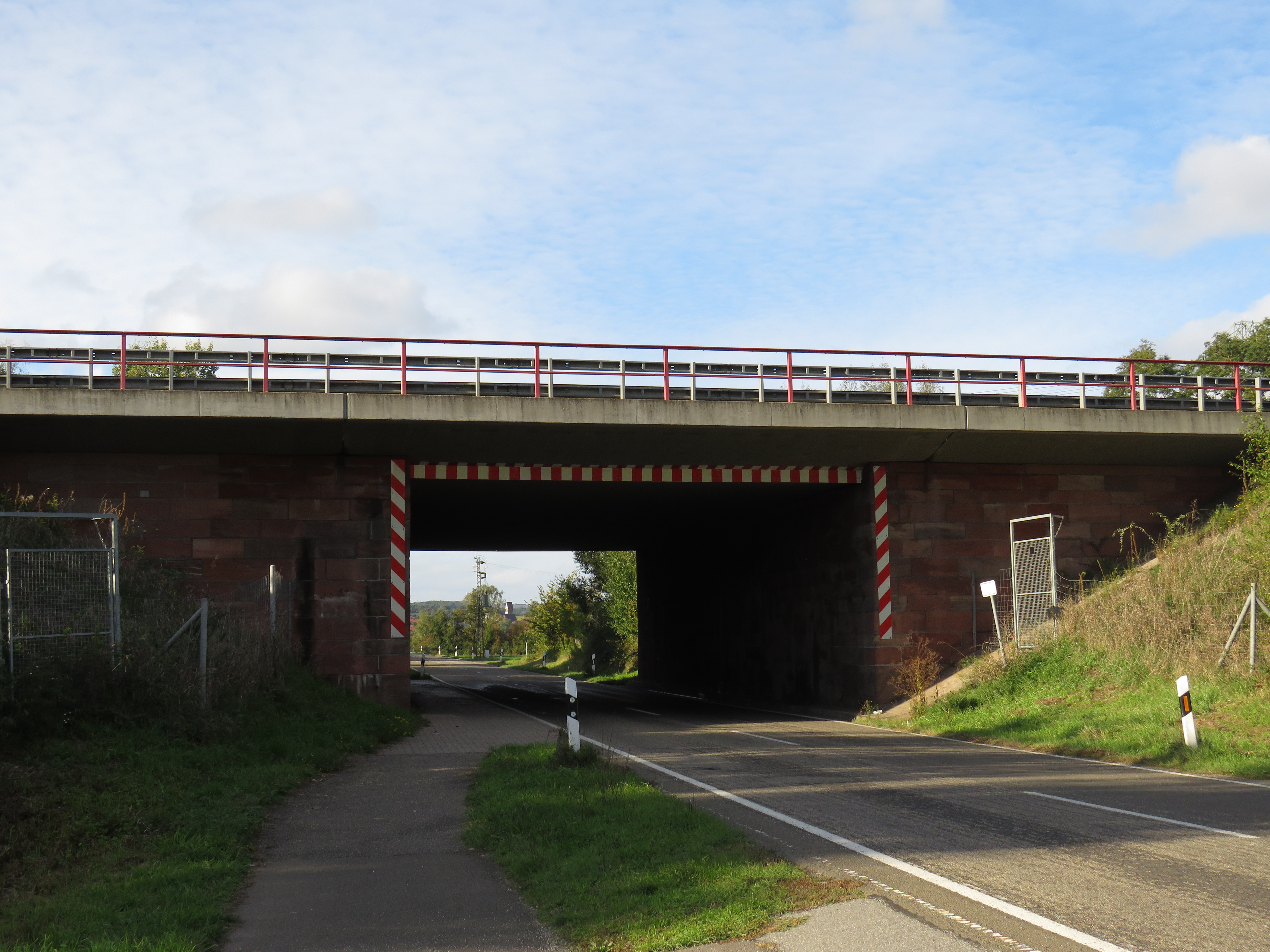
Verklinkerte Unterführung westlich von Landstuhl (eröffnet 1959)

#### Mannheim–Heilbronn

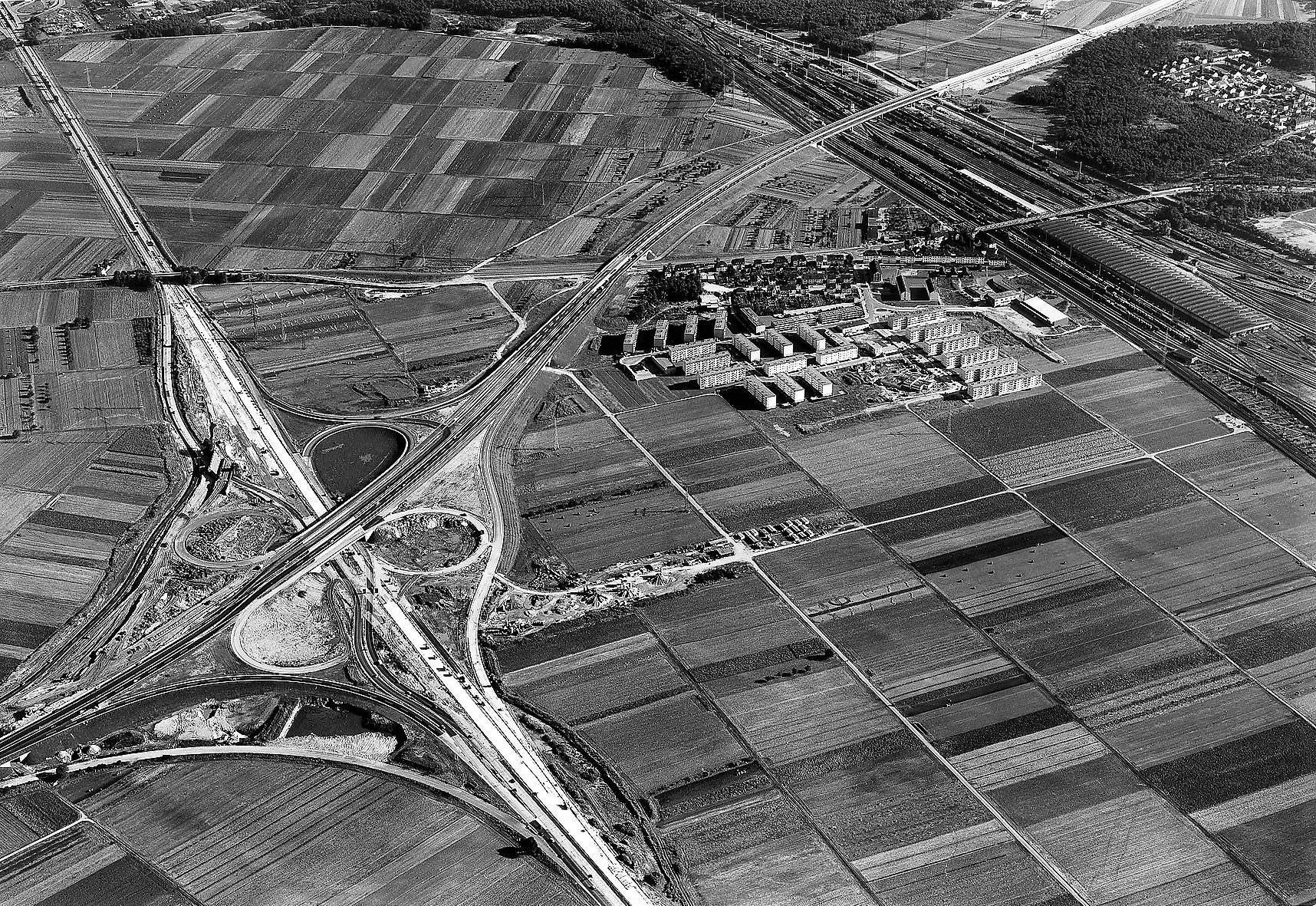
Umbau des Autobahndreiecks Mannheim zum Autobahnkreuz 1968, rechts die heutige BAB 6 Richtung Süden

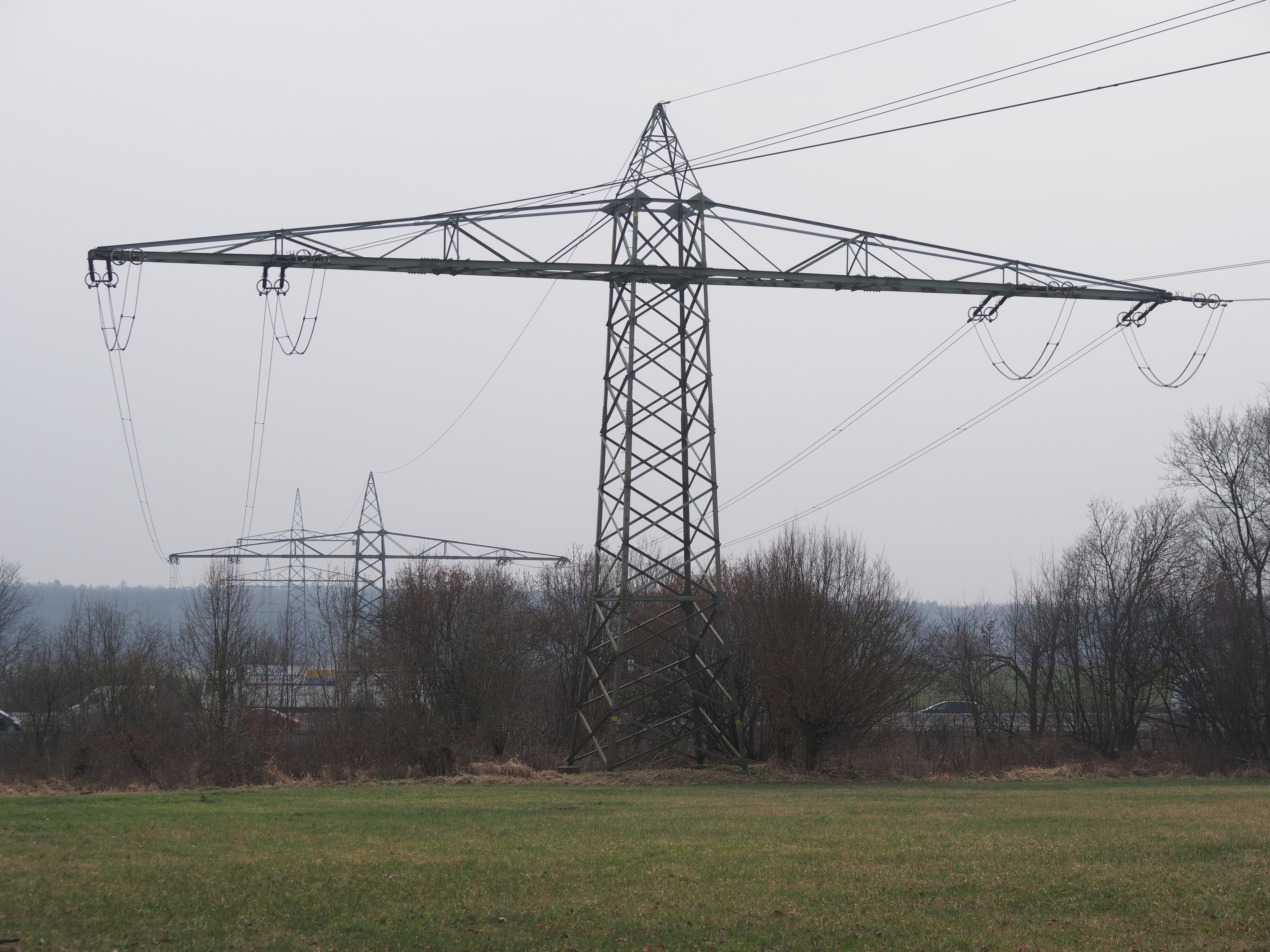
Umverlegte Freileitung auf niedrigen Masten wegen ehem. Autobahn-Behelfsflugplatz bei Bad Rappenau

Der Abschnitt zwischen dem Autobahnkreuz Mannheim und dem Autobahnkreuz Weinsberg bei Heilbronn ist auch unter dem Namen Neckarlinie bekannt und wurde in den 1960er Jahren verwirklicht, um den verkehrstechnisch damals schlecht erschlossenen Norden Baden-Württembergs ans Autobahnnetz anzuschließen. Zur selben Zeit entstand auch die Bergstraßenautobahn von Frankfurt über Darmstadt nach Heidelberg, die als Entlastungsstrecke zur alten Reichsautobahn Frankfurt–Mannheim dienen sollte und bei Heidelberg nahtlos in die bestehende Autobahn nach Karlsruhe, die ebenfalls vor dem Zweiten Weltkrieg realisiert wurde, übergeht.
Das ehemalige Autobahndreieck bei Mannheim wurde in ein Autobahnkreuz umgebaut, ein weiteres Kreuz mit der alten Reichsautobahnstrecke Heidelberg–Karlsruhe entstand bei Walldorf. Somit wurde die ursprünglich in Nord-Süd-Richtung gebaute Trasse von Frankfurt durchgehend in eine in West-Ost-Richtung führende Trasse nach Heilbronn überführt. Zusammen mit der neuen Bergstraßenautobahn entstanden somit zwischen Darmstadt und Walldorf zwei nur wenige Kilometer entfernt voneinander parallel verlaufende Autobahnen. Beim Bau dieser Strecke wurde der Hockenheimring durchtrennt, der damals bis in die Ortschaft Hockenheim reichte. Das Teilstück in den Ort hinein wurde von 1964 bis 1965 durch ein Motodrom östlich der Autobahn ersetzt, die Tribünen befinden sich direkt neben dieser.
Zwischen Sinsheim und Bad Rappenau wurde ein etwa 2,7 km langer Autobahn-Behelfsflugplatz eingerichtet, um im Verteidigungsfall innerhalb von 24 Stunden einen provisorischen Flugplatz herzurichten, der insbesondere zur strategischen Verteidigung der umliegenden Großstädte Frankfurt, Mannheim, Karlsruhe, Heilbronn und Stuttgart einsatzbereit gehalten werden musste. Zu diesem Zweck wurde die Autobahn schnurgerade gebaut, der Mittelstreifen betoniert und mit herausnehmbaren Leitplanken bestückt sowie Parkplätze an beiden Enden des Abschnitts angelegt, die als Parkflächen für Flugzeuge dienen sollten. Da der Bereich um den Behelfsflugplatz frei von Luftverkehrshindernissen sein muss, wurden keine Brückenbauwerke errichtet. Auch die aus den 1920er Jahren stammende Nord-Süd-Leitung, eine mit 220 kV betriebene Drehstromfreileitung mit damals noch überregionaler Bedeutung, musste an den Rand der Sicherheitszone verlegt werden und quert die Autobahn am östlichen Ende des Abschnittes auf sehr niedrigen Masten. Im Zuge des sechsstreifigen Ausbaus zwischen Sinsheim und Bad Rappenau (2010–2011) wurde der Behelfsflugplatz aufgegeben und die östlich anschließenden Parkplätze geschlossen. Die westlich anschließenden Autobahnparkplätze wurden durch eine WC-Anlage erweitert.
Bei Heilbronn wurde die Autobahn dann nahtlos an die ebenfalls schon bestehende, aus den 1930er Jahren stammende Nord-Süd-Autobahn weiter nach Stuttgart angeschlossen. In den 1970er Jahren entstand im Bereich der 90°-Kurve das schon in der Vorkriegszeit geplante Autobahnkreuz Weinsberg mit Fortsetzung in Richtung Nürnberg. Bemerkenswert ist die Ausführung der Neckarüberquerung zwischen Heilbronn und Neckarsulm. Man entschied sich statt der Errichtung eines Dammes im Neckartal und einer kürzeren Brücke für den Bau eines 1,35 km langen Brückenbauwerkes, um einerseits Überschwemmungsgebiete freizuhalten und andererseits Platz für einen damals geplanten Neckarkanal zur Verfügung zu haben. Bei diesem nicht mehr aufgegriffenen Projekt hätte man das schiffbare Flussbett des Neckars nach Westen umverlegt, um nördlich des Hafens Heilbronn Gewerbegebiete anzusiedeln.
Abschnittsweise wurden einzelne Teilstrecken fertiggestellt, ehe am 10. Dezember 1968 die komplette Neckarlinie zwischen Mannheim und Weinsberg bei Heilbronn durch Bundesverkehrsminister Georg Leber mit einem Festakt bei Sinsheim eröffnet wurde. Von den 390 Millionen DM Baukosten entfielen für den Bau der Neckartalbrücke 30 Millionen DM.

### 1970 bis 1991 – Lückenschluss und Neuordnung

#### Heilbronn–Nürnberg

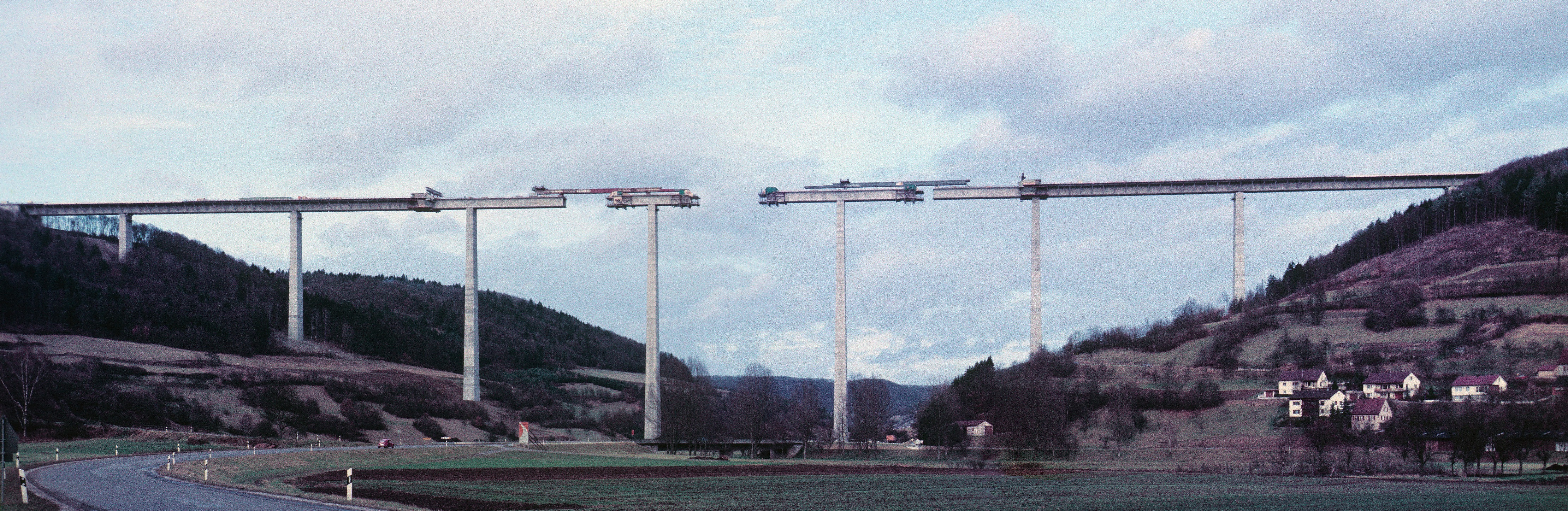
Kochertalbrücke im Bau, 1979

Zwar wurde von der 153 km langen Verbindung Heilbronn–Nürnberg der Abschnitt vom heutigen Autobahnkreuz Nürnberg-Süd bis zur Anschlussstelle Schwabach-West im Jahr 1941 einbahnig fertiggestellt, und die Bauarbeiten am westlichen Ende bei Weinsberg waren bereits weit vorangeschritten, aber der Lückenschluss zwischen Weinsberg und Schwabach wurde erst in den 1970er Jahren schrittweise fertiggestellt. Erste Planungen für eine Fertigstellung der Strecke nach dem Zweiten Weltkrieg datieren für den Abschnitt von Schwabach nach Ansbach auf Dezember 1947. Zwischen Weinsberg und Bretzfeld-Schwabbach wurden ab 1953 Untersuchungen für eine einbahnige Weiterführung der bereits begonnenen Bauarbeiten durchgeführt; jedoch wurde die Strecke Heilbronn–Nürnberg nicht für den 2. Vierjahresplan für den Ausbau der Bundesfernstraßen 1963–1966 angemeldet.
Trotzdem wurde in den 1960er Jahren erkannt, dass eine Realisierung unter den bereits vorhandenen Planungen innerhalb der nächsten Jahre möglich war. Vorrangig stand für diese Verbindung allerdings nicht der später realisierte Anschluss in Richtung Tschechoslowakei und die osteuropäischen Länder, die ohnehin durch den Eisernen Vorhang vom Westen abgehängt waren, sondern die Verbindung der Wirtschaftsräume des nördlichen Baden-Württemberg (Mannheim, Heilbronn) mit dem des nördlichen Bayerns um Nürnberg.
Daher wurden die Planungen für den Lückenschluss wieder aufgenommen. Die Linienbestimmung nach § 16 des Bundesfernstraßengesetzes erfolgte 1966 größtenteils unter Verwendung der Planungen aus den 1930er Jahren, nachdem für den bayerischen Teil das Raumordnungsverfahren 1965 abgeschlossen worden war. Einzig der Abschnitt im Bereich des Kochertales weicht von der Vorkriegstraße ab: Statt einer aufwändigen Strecke in das Kochertal und einer kleineren Talbrücke wurde eine Variante realisiert, die eine 1128 m lange und 185 m hohe Großbrücke aufweist.
Als erstes konnte der Abschnitt vom Autobahnkreuz Weinsberg bis Bretzfeld unter Verwendung der Vorkriegstraße 1970 fertiggestellt werden. Bis 1975 wurde auf baden-württembergischer Seite bis zur Anschlussstelle Kupferzell nach Osten gebaut, auf bayerischer Seite wurde die Autobahn westwärts 1973 von Schwabach nach Lichtenau und 1975 dann weiter nach Aurach (damals Anschlussstelle Ansbach-West) verlängert.
Die Planfeststellungsverfahren für den 58 km langen Lückenschluss zwischen Kupferzell und Ansbach wurden auf bayerischer Seite 1973 durch die Autobahndirektion Nordbayern, auf baden-württembergischer Seite durch das Autobahnamt Baden-Württemberg 1976 abgeschlossen. Von 1976 bis 1979 erfolgte dann der Bau dieser Strecke und damit der Lückenschluss der BAB 6 zwischen Heilbronn und Nürnberg. Dabei entstanden zahlreiche große Talbrücken, darunter die Kochertalbrücke, mit 185 m Höhe die höchste Brücke in Deutschland. Auch auf diesem Abschnitt der A6 wurde ein Behelfsflugplatz errichtet, zwischen den AS Kirchberg und Crailsheim.

#### Nürnberg–Amberg
Der Abschnitt vom Autobahnkreuz Altdorf bis zur Anschlussstelle Amberg-West (damals Amberg/Kastl) wurde ab 1967 erbaut und in zwei Abschnitten eröffnet. Am 17. November 1970 wurde der rund 19 km lange Abschnitt vom Kreuz Altdorf bis zur Anschlussstelle Alfeld, ein Jahr später am 12. November 1971 dann von Alfeld bis Amberg/Kastl durch den damaligen stellvertretenden Ministerpräsidenten Otto Schedl dem Verkehr übergeben. Gleichzeitig wurde an der Anschlussstelle Alfeld auch eine Autobahnmeisterei (heute Autobahnmeisterei Lauterhofen) eingerichtet.
Von Altdorf-Oberrieden bis Poppberg (zwischen den Anschlussstellen Alfeld und Sulzbach-Rosenberg) wurde bei der Trassierung Bezug genommen auf eine in den 1930er Jahren begonnene Reichsautobahnstrecke, die Strecke 86 von Nürnberg nach Regensburg, mit deren Bau wegen des Zweiten Weltkrieges nicht mehr begonnen wurde. Da nach dem Krieg der Truppenübungsplatz Hohenfels großflächig erweitert wurde, musste in den 1960er Jahren, als auch die heutige BAB 3 zwischen Nürnberg und Regensburg gebaut wurde, für diese Verbindung eine andere Trasse südwestlich der ursprünglich vorgesehenen gewählt werden. Die bereits vorbereitete Trasse wurde daher abschnittsweise Bestandteil der Verlängerung der von Heilbronn her kommenden Strecke. Im Zuge all dieser Baumaßnahmen entstand auch das Kreuz Altdorf.
Die heute bestehende Autobahnverbindung von Nürnberg über Amberg nach Pilsen war seitens der Obersten Bauleitung Reichsautobahnen in den 1930er Jahren nicht vorgesehen. Statt von Nürnberg sollte zur Erschließung der Tschechoslowakei eine Trasse von München über Regensburg nach Karlsbad (Karlovy Vary) gebaut werden – diese Trasse sollte zu einem späteren Zeitpunkt realisiert werden. Der Abschnitt zwischen Wolnzach (Anschluss an die Reichsautobahn Berlin–München) und Regensburg wurde zwar begonnen, fertiggestellt wurde er jedoch erst in der Nachkriegszeit – diese Strecke ist heute der nördliche Teil der BAB 93.
Da die Autobahn von Nürnberg nach Amberg zum damaligen Zeitpunkt weitab von der Bundesgrenze in einem bis heute nur sehr dünn besiedelten Gebiet endete und, abgesehen von Amberg, keine bedeutenderen Städte an der Strecke liegen, war das Verkehrsaufkommen auf diesem Abschnitt lange Zeit nur äußerst gering. Die Fortführung bis an die Anschlussstelle Amberg-Ost wurde bis 1979 daher zunächst nur mit der südlichen Richtungsfahrbahn im Gegenverkehr realisiert.
Ebenfalls 1979 wurde nach dreijähriger Bauzeit die 7 km lange Lücke zwischen den Autobahnkreuzen Nürnberg-Ost und Altdorf geschlossen, womit die Autobahn nun von der französischen Grenze bis nach Amberg durchgehend befahrbar war.
Da zum Zeitpunkt von Mauerfall und Grenzöffnungen 1989 die Autobahn noch in Amberg und damit weit entfernt von der deutsch-tschechoslowakischen Grenze endete, hatte dieses Ereignis noch wenig Auswirkung auf die A 6. Lediglich die zweite Fahrbahn zwischen den Anschlussstellen Amberg-West und Amberg-Ost wurde 1991 fertiggestellt, womit alle fertiggestellten Teilstücke der A 6 nun über zwei Fahrbahnen verfügten.

#### Autobahnnummerierung
Zum 1. Januar 1975 wurde für alle Bundesautobahnen in Deutschland ein einheitliches Nummerierungssystem eingeführt. Waren zunächst für die bereits gebauten Strecken nur interne Nummerierungen vorhanden, die auf den Wegweisern nicht angezeigt wurden (hier standen zunächst nur die Nummern der Europastraßen), wurden ab jetzt durchgehend die neuen Autobahnnummern verwendet. Als wichtige, nationale Ost-West-Verbindung mit Anschluss an die Nachbarländer erhielt die Strecke Saarbrücken–Mannheim–Heilbronn–Nürnberg–Amberg eine gerade Nummer, sie wurde zur Bundesautobahn (BAB) 6.
Am westlichen Ende der Strecke wurde der Beginn der BAB 6 an den Grenzübergang Saarbrücken-Goldene Bremm gelegt. Von Osten her gesehen wechselt daher am Dreieck Saarbrücken die durchgehende Fahrbahn die Nummer, sie wird zur BAB 620 und führt durch das Saarbrücker Stadtzentrum weiter nach Saarlouis. Um auf der BAB 6 zu bleiben, muss man daher hier die Fahrbahn wechseln. Auch am Viernheimer Dreieck, an dem die von Saarbrücken her kommende Trasse auf die Nord-Süd-Strecke Frankfurt–Mannheim mündet, muss man von Süden her die Fahrbahn wechseln, um auf der BAB 6 zu bleiben. Die Fortsetzung nach Norden bekam die Bezeichnung BAB 67. Durch den Verlauf diese Trasse nach Süden, östlich an Mannheim vorbei, und anschließend ab Hockenheim/Walldorf nach Osten verläuft hier auf etwa 30 km die eigentlich als Ost-West-Verbindung konzipierte BAB 6 in Nord-Süd-Richtung.

### 1996 bis 2008 – komplette Fertigstellung

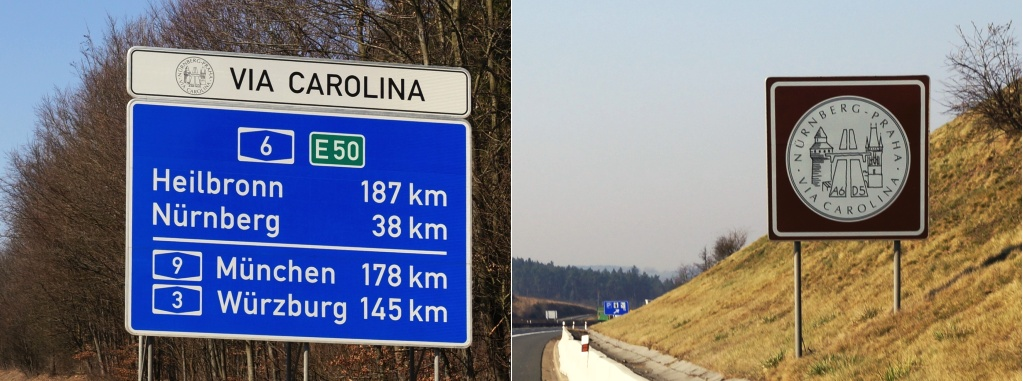
Entfernungstafeln und Zusatzschilder VIA CAROLINA zwischen Nürnberg und Prag

Der Lückenschluss von Amberg bis Tschechien wurde erst in den späten 1990er Jahren in Angriff genommen, obwohl sich insbesondere östlich der A 93 auf der Bundesstraße 14 die LKWs stauten. Als erste Abschnitte wurden Waidhaus bis Bundesgrenze und Pleystein bis Waidhaus 1997 bzw. 1999 in Betrieb genommen. Am 27. Juli 2005 wurde der rund zehn Kilometer lange Abschnitt zwischen dem Autobahnkreuz Oberpfälzer Wald und einer provisorischen Anschlussstelle östlich der AS Wernberg-Köblitz freigegeben. Die Kosten dieses Abschnittes beliefen sich auf rund 80 Millionen Euro. Am 6. Oktober 2006 wurde schließlich der restliche, bislang zweistreifige Abschnitt bei Pleystein in Richtung tschechischer Grenze in einem Festakt vierstreifig eingeweiht, nachdem er bereits zwei Tage zuvor für den Verkehr freigegeben worden war.
Baubeginn für den letzten 20 km langen Abschnitt der A 6 zwischen Amberg-Ost und dem Kreuz Oberpfälzer Wald war im Juni 2004. Eine Einweihungsveranstaltung fand am 10. September 2008 statt, die Verkehrsfreigabe erfolgte am Tag darauf. Seitdem ist die A 6 von Frankreich bis Tschechien durchgehend befahrbar.
Im Zuge des Lückenschlusses zwischen Nürnberg und der tschechischen Grenze wurden neue Entfernungstafeln aufgestellt, die in östliche Richtung als oberes Fernziel nicht mehr nur auf Amberg, sondern auch auf Prag hinweisen (Schreibweise Prag/Praha). Kleine Zusatzschilder auf den Tafeln weisen auf die Namensgebung als Via Carolina hin. Ähnliche Schilder stehen an der tschechischen D 5.

### Liste der Verkehrsfreigaben
| Abschnitt                                           | Jahr       | km      |
| --------------------------------------------------- | ---------- | ------- |
| Grenzübergang Goldene Bremm–Dreieck Saarbrücken     | 1969       | 5,0 km  |
| Dreieck Saarbrücken–AS St. Ingbert-West             | 1963       | 9,4 km  |
| AS St. Ingbert-West–Kreuz Landstuhl                 | 1959       | 37,0 km |
| Kreuz Landstuhl–AS Kaiserslautern-West              | 1941       | 13,0 km |
| AS Kaiserslautern-West–AS Wattenheim                | 1937       | 30,0 km |
| AS Wattenheim–Tiefenthal                            | 1938       | 4,0 km  |
| Tiefenthal–AS Grünstadt                             | 1939       | 6,0 km  |
| AS Grünstadt–AS Frankenthal                         | 1940       | 12,3 km |
| AS Frankenthal–AS Mannheim-Sandhofen                | 1950, 1961 | 7,0 km  |
| AS Mannheim-Sandhofen–Viernheimer Dreieck           | 1953, 1961 | 8,3 km  |
| Viernheimer Dreieck–Kreuz Mannheim                  | 1935       | 10,0 km |
| Kreuz Mannheim–AS Mannheim/Schwetzingen             | 1968       | 6,0 km  |
| AS Mannheim/Schwetzingen–AS Schwetzingen/Hockenheim | 1967       | 6,0 km  |
| AS Schwetzingen/Hockenheim–Kreuz Walldorf           | 1966       | 10,0 km |
| Kreuz Walldorf–AS Sinsheim                          | 1967       | 18,0 km |
| AS Sinsheim–AS Heilbronn/Neckarsulm                 | 1968       | 30,0 km |
| AS Heilbronn/Neckarsulm–Kreuz Weinsberg             | 1965       | 7,5 km  |
| Kreuz Weinsberg–AS Bretzfeld                        | 1970       | 9,0 km  |
| AS Bretzfeld–AS Kupferzell                          | 1975       | 23,0 km |
| AS Kupferzell–AS Ansbach-West                       | 1979       | 58,6 km |
| AS Ansbach-West–AS Lichtenau                        | 1975       | 22,4 km |
| AS Lichtenau–AS Schwabach-Süd                       | 1973       | 26,1 km |
| AS Schwabach-Süd–Kreuz Nürnberg-Süd                 | 1941       | 9,1 km  |
| Kreuz Nürnberg-Süd–Kreuz Nürnberg-Ost               | 1938       | 5,0 km  |
| Kreuz Nürnberg-Ost–Kreuz Altdorf                    | 1979       | 6,8 km  |
| Kreuz Altdorf–AS Alfeld                             | 1970       | 19,0 km |
| AS Alfeld–AS Amberg-West                            | 1971       | 18,2 km |
| AS Amberg-West–AS Amberg-Ost                        | 1979, 1991 | 16,6 km |
| AS Amberg-Ost–Kreuz Oberpfälzer Wald                | 2008       | 20,4 km |
| Kreuz Oberpfälzer Wald–AS Vohenstrauß-Ost           | 2005       | 10,0 km |
| AS Vohenstrauß-Ost–AS Pleystein                     | 2004       | 5,1 km  |
| AS Pleystein–AS Waidhaus                            | 1999       | 2,5 km  |
| AS Waidhaus–Grenzübergang Waidhaus/Rozvadov (CZ)    | 1997       | 4,2 km  |

## Aktueller Ausbauzustand
Der Ausbauzustand entspricht heute noch teilweise dem Alter der Autobahn. Im Gegensatz zur A 2, A 4 und A 8, die seit den 1990er-Jahren als wichtige innerdeutsche Verbindungen grundlegend und durchgehend modernisiert werden, wurden bei der A 6 bisher nur Teilstücke ausgebaut, obwohl insbesondere das durch EU-Beitritte und Schengener Abkommen gestiegene Verkehrsaufkommen aus Osteuropa dies dringend erforderlich macht.
Die Kilometrierung der A 6 weist eine Besonderheit auf. In den 1930er-Jahren wurde die Zählung der Streckenkilometer vom heutigen Autobahndreieck Potsdam (am Berliner Ring) beginnend über Erfurt und Frankfurt am Main zum Viernheimer Dreieck geführt und von dort in beiden Verzweigungen Richtung Kaiserslautern und Richtung Mannheim jeweils fortgesetzt. Dadurch ergibt sich beim durchgehenden Befahren der A 6 eine Richtungsänderung der Kilometrierung beim Kilometer 555,7 am Viernheimer Dreieck.

### Frankreich bis Landstuhl
Der saarländische Abschnitt der A 6 ist bis einschließlich Kreuz Landstuhl-West vierstreifig ausgebaut. Nur östlich von Saarbrücken wurden in Steigungsbereichen die Pannenstreifen zu dritten Fahrstreifen umfunktioniert.
Am 24. März 2016 wurde aufgrund festgestellter Statikmängel die Fechinger Talbrücke auf unbestimmte Zeit gesperrt. Am 16. Mai 2016 wurde die Brücke für Fahrzeuge bis 3,5 t Gesamtgewicht wieder freigegeben. Schwerere Fahrzeuge, die das Befahrungsverbot missachteten, wurden mittels einer automatischen Wiegeanlage erkannt und durch eine Schranke gestoppt. Solche Fahrzeuge wurden dann durch die Polizei vor der Brücke von der Autobahn geleitet.
Nachdem die Brückenpfeiler durch Einbringen zusätzlicher Querstreben verstärkt wurden, ist die Brücke seit 31. Oktober 2016 auch wieder für Fahrzeuge über 3,5 Tonnen Gewicht freigegeben. Die Kosten für die Sofortmaßnahmen wie die Wiegeanlage und die Verstärkungsarbeiten werden auf insgesamt über zehn Millionen Euro geschätzt. Dennoch sei ein Neubau notwendig.

### Landstuhl bis Frankenthal
Auch hier wurde die Autobahn ursprünglich mit vier Fahrstreifen gebaut, aber es gibt mehrere Abschnitte, in denen eine oder beide Richtungsfahrbahnen über einen zusätzlichen dritten Fahrstreifen verfügt. Zwischen dem Kreuz Landstuhl-West und der Anschlussstelle Ramstein-Miesenbach wurde von 2015 bis 2017 der Standstreifen in beiden Fahrtrichtungen zu einem durchgehenden Beschleunigungs- bzw. Verzögerungsstreifen ummarkiert.
Weiter bis zur Anschlussstelle Kaiserslautern-West ist die A 6 seit Juni 2006 sechsstreifig befahrbar. Hierzu wurde der Standstreifen weggelassen und stattdessen Nothaltebuchten an die Fahrbahn ergänzt. Außerdem wurde zwischen den Anschlussstellen Kaiserslautern-Einsiedlerhof und Wattenheim eine Verkehrsbeeinflussungsanlage errichtet. Der sechsspurige Ausbau weiter bis zum Autobahndreieck Kaiserslautern wurde Mitte 2018 fertiggestellt. Er gestaltete sich aufgrund des Baus zweier Brückenbauwerke sehr aufwändig – die alte Waschmühl- und Lautertalbrücke, die in den 1930er Jahren für vier Fahrspuren ohne Standstreifen ausgelegt waren, wurden um ein nördliches paralleles Brückenbauwerk ergänzt. Die ehemalige Militäranschlussstelle in Kaiserslautern wurde zur Anschlussstelle Kaiserslautern-Ost (16b) ausgebaut.

### Frankenthal bis Hockenheim

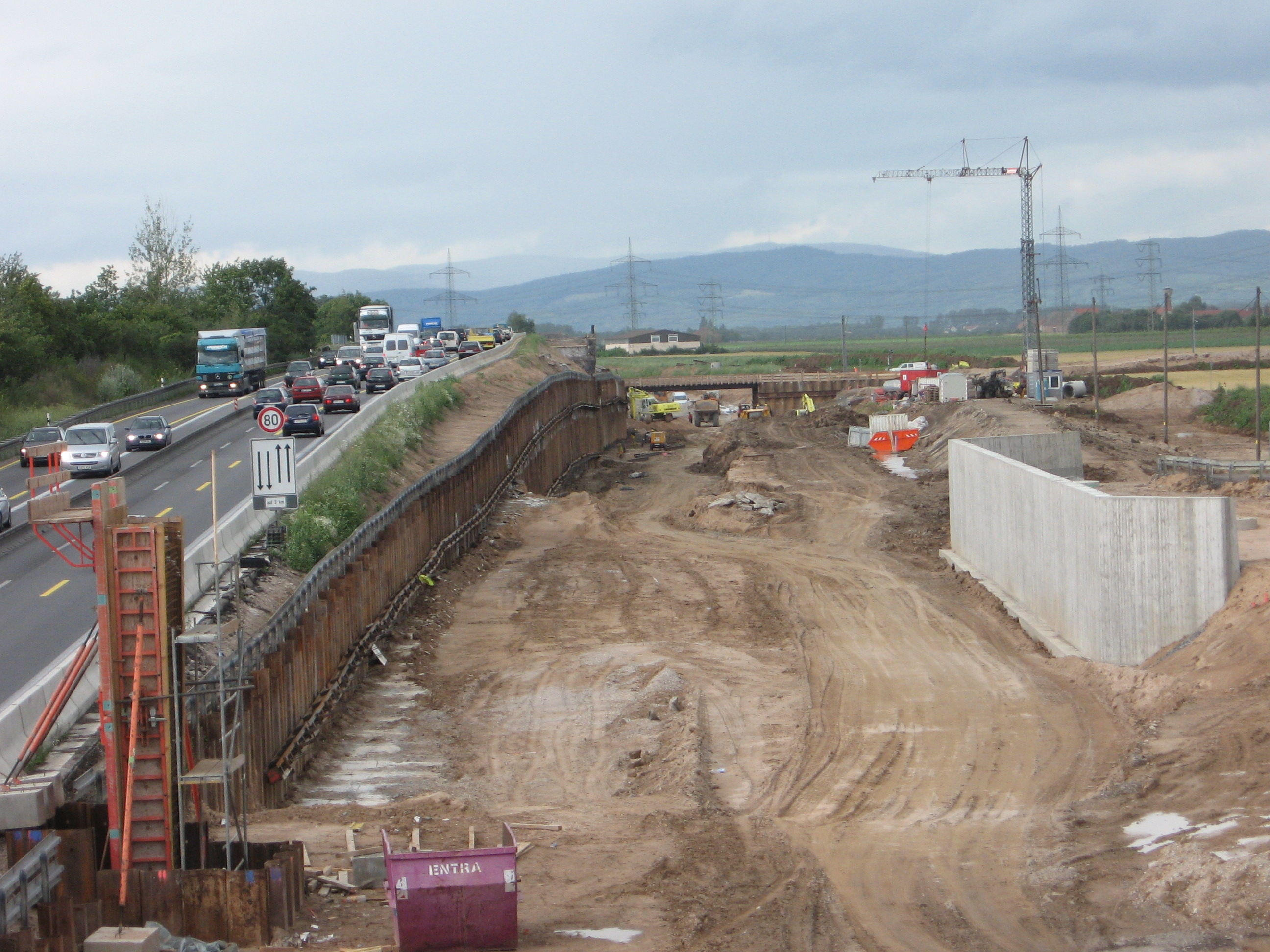
A 6 östlich von Mannheim abgesenkt (2007)

Bis zum Viernheimer Dreieck, wo die A 6 auf die Fahrbahn der aus Darmstadt kommenden A 67 wechselt, ist die Autobahn vierstreifig. In diesem Bereich befindet sich auch die Theodor-Heuss-Brücke über den Rhein.
Der vierstreifige Bereich zwischen dem Viernheimer Dreieck und dem Kreuz Mannheim wurde von 2000 bis Ostern 2009 auf sechs Fahrstreifen plus Standstreifen ausgebaut. Die Fahrbahnbreite auf dem 6,5 km langen Streckenabschnitt veränderte sich dabei pro Fahrtrichtung von 8 m auf 14,50 m. Am Kreuz Viernheim geht der rechte Fahrstreifen in den Verzögerungsstreifen Richtung A 659 über, unmittelbar nach dessen Abzweig beginnt auf der linken Seite ein neuer Fahrstreifen – Der Durchgangsverkehr muss also jeweils eine Fahrspur nach links wechseln. Im Gegenzug ist das Ausfädeln Richtung A 659 problemloser. Auch am Mannheimer Kreuz wird der rechte Fahrstreifen zum Verzögerungsstreifen Richtung A 656, nach dem Abzweig verläuft die A 6 allerdings zweispurig weiter, sodass keine neue Fahrspur beginnt.
Im Rahmen der Baumaßnahme, deren Gesamtkosten 93 Millionen Euro betrugen, wurden sieben Brücken- und Unterführungsbauwerke erstellt, darunter der Neubau der 400 Meter langen Neckarbrücke. Außerdem wurde der neue Rastplatz Linsenbühl mit 22 Stellplätzen für LKW und 39 Stellplätzen für PKW sowie einer WC-Anlage angelegt und zwei Regenklärbecken errichtet. Die Zuständigkeit für Entwurf, Bauleitung und -überwachung lag beim Regierungspräsidium Karlsruhe. Besonderer Wert wurde auf den Lärmschutz gelegt. Dieser wurde durch folgende Maßnahmen erreicht:
- lärmmindernder, griffiger Fahrbahnbelag aus neuartigem Waschbeton
- Neutrassierung der Autobahn (Fahrbahn wird aus Lärmschutzgründen um bis zu 10 m abgesenkt.)
- Bau von ca. 10,5 km Lärmschutzwällen und Lärmschutzwänden (circa 60.000 m²)

Durch diese Maßnahmen sollte eine Lärmreduktion von bis zu zehn Dezibel erreicht werden. Dies entspricht einer Reduktion der Verkehrsstärke um 90 %.
Obwohl die A 6 grundsätzlich eine West-Ost-Verbindung darstellt, verläuft das Teilstück vom Viernheimer Dreieck über das Dreieck Hockenheim zum Kreuz Walldorf etwa 30 km weitestgehend parallel zur A 5 in Nord-Süd-Richtung.

### Hockenheim bis Weinsberg
Ab dem Dreieck Hockenheim besitzt die BAB 6 wieder sechs Fahrstreifen. Zwischen dem Dreieck Hockenheim und dem Kreuz Walldorf war die Autobahn schon zum Zeitpunkt ihrer Eröffnung mit sechs Fahrstreifen gebaut worden, da der Endpunkt der späteren BAB 61 bereits planfestgestellt war. Man ging von einem erhöhten Verkehrsaufkommen zwischen beiden Knotenpunkten aus. An der Stelle, an der Anfang der 1970er Jahre später das Dreieck Hockenheim gebaut wurde, begann bzw. endete der rechte Fahrstreifen.
Der stark befahrene Abschnitt vom Kreuz Walldorf zum Kreuz Weinsberg, der ursprünglich vierstreifig war, wurde etappenweise auf sechs Fahrstreifen mit Standstreifen ausgebaut. In Fahrtrichtung Heilbronn wurde zwischen dem Kreuz Walldorf und der Anschlussstelle Wiesloch/Rauenberg sowie zwischen den Anschlussstellen Sinsheim-Steinfurt und Heilbronn/Untereisesheim ein weiterer Fahrstreifen unter Verzicht des Standstreifens ausgewiesen, um im bergigen Gelände das Überholen der langsamen Lkw-Kolonnen zu ermöglichen. Zwischen Heilbronn/Untereisesheim und dem Kreuz Weinsberg geschah dies an beiden Fahrtrichtungen. Da der Standstreifen wegfiel und die Fahrbahn in der Breite für ursprünglich zwei Spuren pro Richtung dimensioniert wurde, waren die Fahrstreifen verengt.
Der Ausbau zwischen dem Kreuz Walldorf und der Anschlussstelle Wiesloch/Rauenberg (32) wurde in den frühen 2000ern fertiggestellt. Es folgte im Anschluss der Abschnitt zwischen den Anschlussstellen Sinsheim (33a) und Sinsheim-Steinsfurt (34). Um das Auto- und Technikmuseum Sinsheim und die Rhein-Neckar-Arena an die Autobahn anzuschließen, wurde 2008 die Anschlussstelle Sinsheim-Süd (33b) neu errichtet.
Der nachfolgende 8,7 km lange Abschnitt von Sinsheim-Steinsfurt bis zur Anschlussstelle Bad Rappenau (35) wurde ab März 2010 auf sechs Streifen erweitert und am 15. November 2011 freigegeben. Der rund 65 Millionen Euro teure Ausbau konnte innerhalb von nur 20 Monaten, sechs Wochen früher als geplant, fertiggestellt werden. In diesem Bereich befand sich der frühere Autobahn-Behelfsflugplatz Kirchardt. Mit dem Ausbau wurde dieser aufgegeben und die ehemals im Betriebsfall zum Abstellen und Wenden der Flugzeuge genutzten Parkplätze am westlichen Ende des Abschnitts in eine unbewirtschaftete Rastanlage mit WC umgebaut.
Der Abschnitt Wiesloch/Rauenberg bis Sinsheim wurde zwischen 2017 und 2020 dreispurig ausgebaut und im November 2020 freigegeben. Der Ausbau des Abschnitts von Bad Rappenau bis zum Kreuz Weinsberg einschließlich der neuen Neckarbrücke bei Heilbronn wurde im Dezember 2022 fertiggestellt. Der Ausbau der 25,5 Kilometer langen Strecke erfolgte im Rahmen eines ÖPP-Vertrags mit einem Volumen von circa 1,3 Milliarden Euro.

### Weinsberg bis Nürnberg
Die zunächst vierstreifige Strecke östlich des Autobahnkreuzes Weinsberg verbreitert sich nach der ersten Anschlussstelle Bretzfeld (39) auf sechs Fahrstreifen. Bis zur Anschlussstelle Kupferzell (42) ist die A 6 dann sechsstreifig, von dort bis kurz vor Nürnberg wieder vierstreifig. Vor allem an Steigungsabschnitten sind allerdings Zusatzfahrstreifen eingerichtet.
Das Autobahnkreuz Nürnberg-Süd wurde um eine Verbindungsrampe (Overfly) erweitert. Diese zweistreifige Rampe für den Übereckverkehr von der A 6 aus Heilbronn zur A 73 Richtung Nürnberg beseitigte eine der Hauptursachen für fast täglich auftretende Verkehrsprobleme im Süden Nürnbergs und wurde am 22. Dezember 2005 für den Verkehr freigegeben.
Das stark befahrene Teilstück zwischen der Anschlussstelle Roth (57) und dem Autobahnkreuz Nürnberg-Süd wurde ab 2009 auf sechs Fahrstreifen erweitert, wobei ein neues Brückenbauwerk über den Main-Donau-Kanal errichtet wurde. Am 19. September 2011 wurde das Teilstück für den Verkehr freigegeben.
Am 30. Juli 2014 wurden die Bundesmittel für den Abschnitt zwischen den Autobahnkreuzen Nürnberg-Süd und Nürnberg-Ost freigegeben. Vorbereitende Ausbaumaßnahmen begannen bereits im Frühjahr 2014, der eigentliche Ausbau erst 2015. Die Arbeiten wurden am 9. August 2017 abgeschlossen. Seit dem 16./17. August 2017 sind alle sechs Fahrstreifen befahrbar.
Seit dem 30. Dezember 2011 besteht zwischen AS Schwabach-West und AK Roth Baurecht. Im Frühjahr 2016 begannen hier die Vorarbeiten, der eigentliche Ausbau beginnt [veraltet] 2017.

### Nürnberg bis Tschechien
Die Strecke verfügt ab Autobahnkreuz Nürnberg-Ost über vier Fahrstreifen.

### Anschlüsse in andere Länder
Ab dem Kreuz Landstuhl-West ist die A 6 in westliche Richtung mit dem Fernziel Paris beschildert. Ab der französischen Grenze führt die Straße weiter als Autoroute A320 bis Freyming-Merlebach, wo diese wiederum in die Autoroute A4 (Straßburg–Paris) mündet.
In umgekehrte Richtung wird ab der Anschlussstelle Roth als Fernziel Prag angegeben, wo ab der tschechischen Grenze die Straße als Dálnice 5 hinführt. Gemeinsam bildet die A 6 mit ihren Anschlussstrecken die Europastraße 50.

## Baufortschritt/Planungsstand

### Bundesverkehrswegeplan 2003
Im vordringlichen Bedarf des Bundesverkehrswegeplanes 2003 ist der sechsstreifige Ausbau der Abschnitte zwischen Kaiserslautern-West und Dreieck Kaiserslautern, zwischen dem Kreuz Walldorf und Schwäbisch Hall sowie zwischen dem Kreuz Nürnberg-Süd und dem Kreuz Nürnberg-Ost. Im Bau befinden sich dabei die Abschnitte AS Kaiserslautern-West bis Dreieck Kaiserslautern, Teilstücke zwischen AK Walldorf und Schwäbisch Hall und der Abschnitt Kreuz Nürnberg-Süd bis Kreuz Nürnberg-Ost.
Im Weiteren Bedarf des Bundesverkehrswegeplans von 2003 war zudem der Ausbau von weiteren Abschnitten geplant:
- sechsstreifiger Ausbau von Landesgrenze Saarland/Rheinland-Pfalz bis Anschlussstelle Ramstein-Miesenbach
- sechsstreifiger Ausbau von Dreieck Kaiserslautern bis Viernheimer Dreieck
- sechsstreifiger Ausbau Kreuz Mannheim bis Dreieck Hockenheim
- achtstreifiger Ausbau des Abschnitts Dreieck Hockenheim bis Kreuz Walldorf
- sechsstreifiger Ausbau zwischen Schwäbisch Hall und Schwabach-West (mit Planungsrecht)
- sechsstreifiger Ausbau Kreuz Nürnberg-Ost bis Kreuz Altdorf.

Der 65 km lange Abschnitt zwischen dem Autobahnkreuz Weinsberg und der bayerischen Grenze soll nicht nur sechsstreifig ausgebaut, sondern mit sechs Streifen entlang der vorhandenen Trasse für 750 Millionen Euro komplett neu gebaut werden. Auch sechs der sieben vorhandenen Brücken sollen neu erstellt werden, nur die Kochertalbrücke bleibt erhalten.

### Bundesverkehrswegeplan 2030
Als laufende und fest disponierte Vorhaben sind im Bundesverkehrswegeplan 2030 der sechsstreifige Ausbau zwischen den Anschlussstellen Schwabach-West und Roth sowie den Autobahnkreuzen Nürnberg-Süd und Nürnberg-Ost enthalten.
| Streckenabschnitt             | Kosten nach BVWP 2030 | aktuelle Projektkosten | Kosten- steigerung |
| ----------------------------- | --------------------- | ---------------------- | ------------------ |
| AS Schwabach-West bis AS Roth | 110,9 Mio. €          | 140 Mio. €             | + 26 %             |

Während die Ausbauplanungen östlich von Mannheim aus dem Bundesverkehrswegeplan 2003 übernommen wurden, ist der sechsspurige Ausbau westlich von Landstuhl sowie zwischen Dreieck Kaiserslautern und Viernheimer Dreieck im Bundesverkehrswegeplan 2030 nicht mehr enthalten. Für den Abschnitt vom Kreuz Weinsberg zur bayerischen Grenze ist Stand 2025 das Planfeststellungsverfahren in den Teil-Abschnitten Bretzfeld–Öhringen–Kupferzell (PA 2 und 3) und Kupferzell–Ilshofen/Wolpertshausen (PA 4) eröffnet, für die Abschnitte Weinsberg–Bretzfeld (PA 1), Ilshofen/Wolpertshausen–Kirchberg (PA 5) und Kirchberg–Landesgrenze (PA 6) wurde noch kein Antrag gestellt.

### Laufende Vorhaben
AK Nürnberg-Ost:
Das Kreuz Nürnberg-Ost soll den aktuellen Verkehrsströmen angepasst werden. Dabei soll die stark befahrene, indirekte Rampe Heilbronn–Berlin durch eine zweispurige, halbdirekte Rampe (Overfly) ersetzt werden. Außerdem soll die direkte Rampe der Relation Berlin–Heilbronn zweispurig ausgebaut werden. Der Umbau startete 2019 und soll Ende 2024 abgeschlossen sein.

## Trivia
Zum 1. Januar 2016 lagen die Zuständigkeiten für die A 6 wie folgt:
- Freistaat Bayern
  - im Bereich Anschlussstelle Schnelldorf (47) und Anschlussstelle Schwabach-West (55) bei der Autobahnmeisterei Herrieden,
  - im Bereich Anschlussstelle Schwabach-West (55) und Autobahnkreuz Altdorf mit der A 3 (61/89) bei der Autobahnmeisterei Fischbach,
  - im Bereich Autobahnkreuz Altdorf mit der A 3 (61/89) und Autobahnkreuz Oberpfälzer Wald mit der A 93 (28/70) bei der Autobahnmeisterei Lauterhofen/Schwandorf,
  - im Bereich Autobahnkreuz Oberpfälzer Wald mit der A 93 (28/70) und Anschlussstelle Waidhaus (76) bei der Straßenmeisterei Weiden/Vohenstrauß.

Der Rapper Gzuz veröffentlichte 2025 auf seinem Album Scherbenhaus ein Lied mit dem Titel A6 und der Zeile Und dann noch ein kleines Renn'n auf der A6.